# Hans-Joachim Marseille
Hans-Joachim Marseille (Berlín-Charlottenburg, Alemania, 13 de diciembre de 1919-Sidi Abdel Rahman, Egipto, 30 de septiembre de 1942) fue un piloto de caza de la Luftwaffe y as de la aviación durante la Segunda Guerra Mundial. Destacó por sus combates aéreos durante la campaña en África del Norte, siendo considerado como uno de los mejores pilotos de caza de la II Guerra Mundial; le apodaban Stern von Afrika («Estrella de África»). Logró 158 derribos confirmados oficialmente, la mayoría contra la Desert Air Force de la RAF en el norte de África, volando siempre en un Messerschmitt Bf 109, siendo el piloto que derribó más aviones de los aliados occidentales.
Marseille, de ascendencia hugonote francesa, ingresó en la Luftwaffe en 1938. A la edad de veinte años se graduó como piloto de caza de la Luftwaffe justo a tiempo para participar en la batalla de Inglaterra. Era una persona sociable, con una vida nocturna tan agitada que a veces estaba demasiado cansado como para poder volar a la mañana siguiente. Como resultado de ello fue trasladado de unidad y con ella fue enviado al norte de África en abril de 1941.
Bajo la dirección de su nuevo comandante, que reconoció el potencial escondido en el joven oficial, comenzó a mejorar sus habilidades como piloto de caza. Alcanzó el cenit de su carrera como piloto de combate el 1 de septiembre de 1942, cuando en el transcurso de tres misiones derribó diecisiete aviones enemigos en un día, siendo por ello condecorado con la Ritterkreuz mit Eichenlaub, Schwertern und Brillianten (Cruz de Caballero de la Cruz de Hierro con Hojas de Roble, Espadas y Diamantes). Tan solo veintinueve días más tarde, murió en un accidente aéreo causado por un fallo en el motor que le obligó a saltar de su avión. Tras abandonar la cabina llena de humo, se golpeó el pecho con el estabilizador vertical de su caza, lo que o bien le mató o le dejó inconsciente, ya que no llegó a abrir su paracaídas.

## Biografía
Hans-Joachim «Jochen» Walter Rudolf Siegfried Marseille nació en Berlín-Charlottenburg, Berliner Strasse n.º 164, el 13 de diciembre de 1919 a las 23:45, hijo de Charlotte (nombre de soltera: Charlotte Johanna Pauline Marie Gertrud Riemer) y del Capitán Georg Siegfried Martin Marseille, miembro de una familia con ascendencia hugonote francesa. Fue un niño muy débil físicamente y padeció un caso grave de gripe que estuvo a punto de causarle la muerte.
Su padre sirvió como oficial en el ejército alemán durante la Primera Guerra Mundial y lo abandonó al finalizar ésta para ingresar en la policía de Berlín. Volvió a incorporarse al ejército en 1933, siendo ascendido a general en 1935. Promovido de nuevo, alcanzó el grado de Generalmajor el 1 de julio de 1941, sirviendo en el Frente Oriental desde el comienzo de la Operación Barbarroja. Murió en un enfrentamiento con los partisanos cerca de Petrykaw el 29 de enero de 1944, siendo enterrado en el cementerio de Selasje.
Hans-Joachim tenía una hermana menor, Ingeborg (familiarmente «Inge»), que fue asesinada por un amante celoso en diciembre de 1941. Marseille nunca se recuperó de este golpe emocional.
Su madre y su padre se divorciaron cuando todavía era muy niño. Su madre se volvió a casar con un oficial de policía apellidado Reuter. Llevó el apellido de su padrastro en la escuela, lo que le había costado mucho aceptar, recuperando su apellido Marseille cuando era adulto. Su falta de disciplina le valió ganarse una reputación de rebelde, que repercutió negativamente en los comienzos de su carrera en la Luftwaffe. También tuvo una relación difícil con su padre, el general Marseille. En un principio, se negó a visitarle tras el divorcio, pero al final se reconcilió con él, con el resultado de que su padre le aficionó a la vida nocturna, hábito este que habría de obstaculizar e incluso dañar su carrera militar durante el primer año que pasó en la Luftwaffe. Esta efímera nueva relación con su padre no fortaleció los lazos entre ellos, ya que nunca más le volvió a ver.
Asistió a la escuela primaria en Berlín (1926-1930) y a partir de los 10 años al instituto de enseñanza secundaria (Gymnasium) Prinz Heinrich en Berlín-Schöneberg (1930-1938). Al principio era considerado un estudiante perezoso que andaba constantemente gastando bromas y causando problemas. Hacia el final de sus años escolares se tomó en serio los estudios, finalizando el bachillerato con buenas calificaciones. Se graduó en 1938 a los 17 años y seis meses, expresando entonces su deseo de hacerse aviador.

## Servicio militar

### Ingreso en la Luftwaffe
Aunque su constitución física no era atlética, recibió sobre su preparación física un buen informe del Reichsarbeitsdienst (RAD, «Servicio de trabajo del Reich») para el que trabajó en la sección Abtlg. 1/177 de Osterholz-Scharmbeck, cerca de Bremen, entre el 4 de abril y 24 de septiembre de 1938.
Ingresó en la Luftwaffe el 7 de noviembre de 1938 como cadete y recibió su formación militar básica en Quedlinburg, en la región de Harz. El 1 de marzo de 1939 fue trasladado a la escuela de vuelo Luftkriegsschule (LKS 4) cerca de Fürstenfeldbruck. Entre sus compañeros de clase estaba Werner Schröer, el cual dio parte a su superior informando que Marseille violaba la disciplina militar con frecuencia. Tras esta denuncia, fue castigado a permanecer en la base mientras sus compañeros se iban a pasar fuera el fin de semana. No hizo mucho caso de esa sanción, dejando en una ocasión a Schröer una nota en la que le decía: «Salí, por favor haz mis tareas». En otra ocasión, cuando volaba a baja velocidad y maniobraba para realizar un aterrizaje, aceleró, abandonó la maniobra y comenzó a simular un combate aéreo tipo «pelea de perros» (dogfight). Fue reprendido por su comandante, el capitán Müller-Rohrmoser, que le prohibió volar durante un tiempo y además hizo que se aplazara su ascenso a cabo. Poco después, durante un largo vuelo de práctica a través del país, aterrizó en un tramo despejado de una autopista, entre Brunswick y Magdeburgo, bajó del avión y corrió hasta un árbol para aliviarse. Algunos agricultores se le acercaron para preguntarle si necesitaba ayuda, pero cuando llegaron, Marseille ya se había subido al avión e inició el despegue, sufriendo los labradores las turbulencias del rebufo de la hélice. Enfurecidos, los labriegos informaron a las autoridades y de nuevo se le prohibió volar. Mientras que sus compañeros aprobaron en la escuela de vuelo y se graduaron con el rango de oficial a principios de 1940, Marseille, por culpa de su hábito de romper las reglas, se graduó con el grado de Oberfähnrich (alférez) más tarde, a mediados de 1940.
Completó su formación en la Jagdfliegerschule 5 (Escuela para pilotos de caza n.º 5) en Viena-Schwechat a la que le enviaron el 1 de noviembre de 1939. En aquel momento la Jagdfliegerschule 5 estaba bajo el mando de Eduard Ritter von Schleich, as de la Primera Guerra Mundial con 35 derribos y condecorado con la Pour le Mérite. En esta ocasión, se graduó en la Jagdfliegerschule 5 con una evaluación sobresaliente el 18 de julio de 1940 y fue asignado al Ergänzungsjagdgruppe (Grupo de caza auxiliar) de Merseburg. Esta unidad estaba siendo destinada a misiones en la Defensa del Reich sobre la zona industrial de Leuna desde el estallido de la guerra en 1939. 
Se incorporó el 10 de agosto de 1940 al I. Jagd/Lehrgeschwader 2 (Unidad de cazas de desarrollo operacional, o (J)/LG) con base en Marck, Paso de Calais, cuando se iban a iniciar las operaciones aéreas contra Gran Bretaña, volviendo a recibir una excelente evaluación por el tiempo de servicio en esa unidad por parte de su capitán y jefe de grupo, Herbert Ihlefeld.

### Batalla de Inglaterra
En su primer combate aéreo sobre Inglaterra, el 24 de agosto de 1940, participó en una lucha de cuatro minutos contra un experto piloto enemigo sobre el canal de la Mancha. Derrotó a su adversario disparando en un ceñido Chandelle (una remontada con un reverso abrupto en lo alto) para obtener ventaja en altura antes de picar, disparar y escapar. El avión inglés fue alcanzado en el motor, el piloto saltó cayendo al mar en caída libre y falleciendo, siendo el primer derribo realizado por Marseille.
Instantes después, al ser atacado desde arriba por varios cazas enemigos, reaccionó lanzándose en un brusco descenso en picado hasta llegar a pocos metros del agua, logrando escapar del fuego de sus adversarios: «saltando sobre las olas, rompí así el contacto de una forma limpia. Nadie me siguió y volví a Leeuwarden».
Marseille no encontró ninguna satisfacción con su victoria al haber causado con ella una muerte. En una carta a su madre, de fecha 24 de agosto, escribía: 

Hoy he derribado mi primer oponente. Eso no ha hecho que me sienta bien. Sigo pensando en cómo se deberá sentir la madre de este joven cuando reciba la noticia de la muerte de su hijo. Y yo soy el culpable de esta muerte. En lugar de estar feliz por mi primera victoria estoy triste.

En su segunda salida se anotó otro derribo y durante la quinta ya había logrado el cuarto. Mientras regresaban de una misión de escolta a bombarderos el 23 de septiembre de 1940, su motor falló a causa de los daños recibidos en un combate sobre Dover; trató de comunicar su posición por radio, pero se vio obligado a amerizar. Estuvo remando en un bote salvavidas durante tres horas antes de ser rescatado por un hidroavión Heinkel 59 con base en Schellingwoude. Gravemente agotado y sufriendo de hipotermia, fue ingresado en un hospital de campaña. El I.(J)/2LG informó que en la acción habían conseguido tres derribos con la pérdida por parte alemana de cuatro Bf 109.

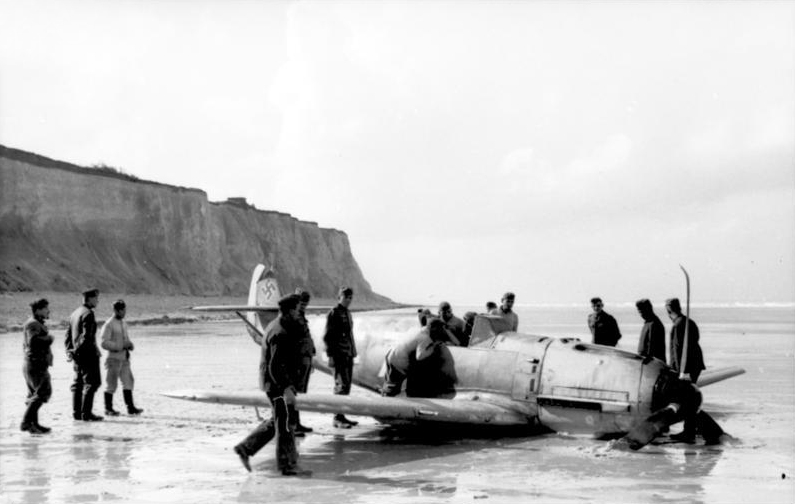
Marseille reclamó su séptima victoria el 28 de septiembre de 1940, aunque se estrelló al aterrizar cerca de Théville debido a un fallo en el motor. Bf 109 E-7; W.Nr. 4091.

Días más tarde, cuando se comunicaron los ascensos de grado en su unidad, Marseille vio que le habían excluido, quedando como el único alférez de su escuadrón. Este hecho supuso una humillación para él al sospechar que sus habilidades como piloto no se habían tenido en cuenta, lo que según él significaba que los líderes del escuadrón se llevarían toda la gloria.
Uno de sus compañeros contó de él que, en una ocasión, recibió la orden de abandonar un combate en el que eran superados en número, dos a uno, pero al ver que un caza enemigo se acercaba a su jefe de ala, rompió la formación y lanzó un ataque disparando contra el avión que se aproximaba. Esperando que al aterrizar solo le dirían «bien hecho, Jochen», fue, sin embargo, duramente reprendido por su acción y castigado a tres días de confinamiento.
Poco después, a principios de octubre de 1940, con siete derribos conseguidos volando con la I.(Jagd)/LG2, fue trasladado al 4./Jagdgeschwader 52 (Grupo de caza 52), donde se encontró con pilotos de la clase de Johannes Steinhoff y Gerhard Barkhorn.
Durante ese período en la zona del Paso de Calais destrozó cuatro de sus aviones en algunas de las operaciones en que participó. Como castigo por su «insubordinación», en la que al parecer sus jefes incluían su afición por la música jazz, su fama de mujeriego, su estilo de vida de playboy y su indisciplina a la hora de volar en pareja manteniendo la formación, Steinhoff trasladó a Marseille a la Jagdgeschwader 27 (Escuadrón de caza, JG) el 24 de diciembre de 1940.
Su nuevo Gruppenkommandeur, Eduard Neumann, reconoció enseguida que poseía un gran potencial como piloto. Neumann declaró en una entrevista: «Marseille sólo puede ser una de dos cosas, o es un indisciplinado o es un gran piloto de caza».
La confianza depositada por su superior, activó en él sus deseos de superarse y demostrar al propio Neumann que contaba con un buen piloto de caza.

### Norte de África

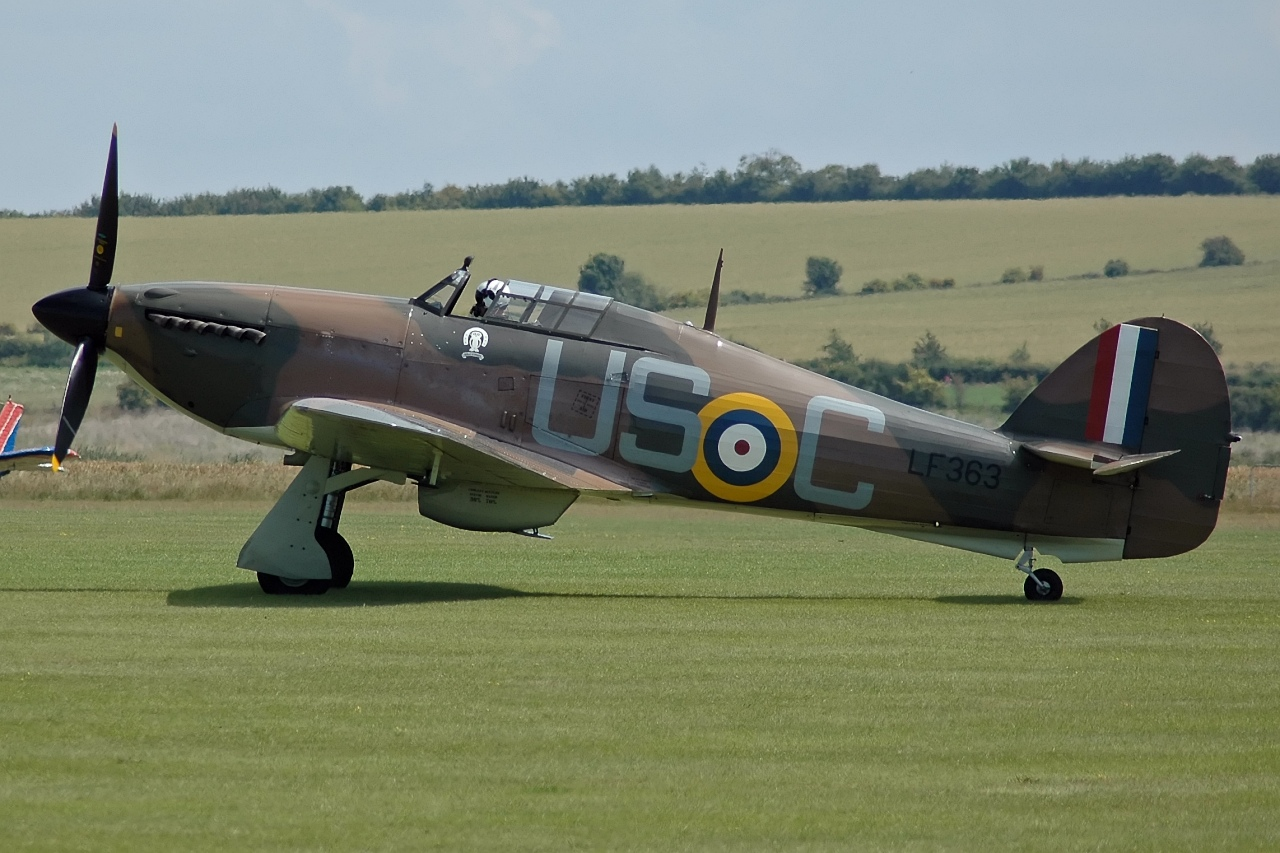
Hawker Hurricane IIC LF363 (Memorial de vuelo de la Batalla de Inglaterra).

Participó brevemente en la campaña de la invasión de Yugoslavia, siendo desplegada su unidad en Zagreb el 10 de abril de 1941. Trasladada la unidad a África, el 20 de abril, en un vuelo formando parte de una escuadrilla desde Trípoli hasta el aeródromo próximo al frente donde estaba su unidad, al Bf 109 que pilotaba le falló el motor y tuvo que hacer un aterrizaje forzoso en el desierto antes de llegar a su destino. Su escuadrilla observó que se encontraba ileso y continuó su ruta. Cuando Marseille marchaba por tierra, obligó a parar a un camión italiano con el que viajó un corto trayecto, y al pasar cerca de un aeródromo intentó, aunque sin éxito, conseguir un avión. Por último, se dirigió al general en jefe de un depósito de suministros alemán ubicado en la ruta principal hacia el frente y le convenció de que debía estar disponible para las operaciones del día siguiente, con el resultado de que el general le cedió su propio coche con chófer. Al partir, el general le dijo: «Puede pagarme consiguiendo cincuenta derribos, Marseille». Gracias al coche prestado por el general, Marseille llegó a su escuadrón el 21 de abril.
Se anotó dos derribos el 23 y el 28 de abril, los primeros conseguidos en la campaña del Norte de África. Sin embargo, el 23 de abril, fue derribado durante la tercera salida de ese día por el segundo teniente James Denis, un piloto de la Francia Libre que pertenecía al Escuadrón n.º 73 de la RAF (ocho derribos) y que pilotaba un Hawker Hurricane. El Bf 109 de Marseille recibió casi treinta impactos en la zona de la carlinga y tres o cuatro en su cubierta. Marseille, que se había librado por centímetros de ser alcanzado por los disparos, logró realizar un aterrizaje de emergencia. Solo un mes más tarde, el 21 de mayo de 1941, está documentado que James Denis derribó de nuevo a Marseille. En este combate Marseille comenzó disparando contra Denis pero falló, iniciando a continuación un dogfight en el que Marseille volvió a ser superado una vez más por Denis. Después de la guerra, Denis describió su segundo combate con Marseille: 

Cuando llegamos cerca del objetivo, piqué de forma bastante abrupta y observé que mi compañero de ala se quedaba atrás. Pompei era un buen piloto, pero nunca había entrenado como piloto de caza. Me preocupé viendo cómo se quedaba cada vez más atrás, miré hacia él y vi cómo un ME 109 le atacaba. Al no tener radio no pude avisarle, fue derribado y luego el ME 109 voló en mi dirección. Yo actué como si no le hubiese visto, aunque en realidad en ningún momento le quité la vista de encima, y cuando me encontré a su alcance reduje bruscamente mi velocidad deslizándome a la izquierda. Como iba muy rápido, mi Hawker Hurricane (V7859) reaccionó violentamente. Vi una lluvia de balas pasar a mi derecha, el ME 109 no pudo frenar y me sobrepasó. A continuación, se inició un dogfight para el que el Hurricane era muy bueno debido a su maniobrabilidad. En un momento dado, mientras mi avión volaba en vertical como enganchado a su hélice, vi al ME 109 contra el sol. Le disparé una ráfaga tan cerca que casi choco con él; vi claramente cómo mis balas impactaban contra su fuselaje.

Neumann, jefe de su escuadrón (Geschwaderkommodore), le animó a que libremente mejorase sus habilidades. En ese momento había destruido o dañado otros cuatro aviones Bf 109E que le habían sido asignados, incluido un avión adaptado al desierto que recibió el 23 de abril de 1941.
Llegó el verano y la cuenta de derribos de Marseille aumentaba muy lentamente. En los meses de junio a agosto no consiguió derribo alguno. Quedó muy frustrado después de verse obligado a aterrizar en dos ocasiones por los daños recibidos por su avión, una vez el 14 de junio de 1941 y de nuevo cuando, tras sufrir el fuego antiaéreo en la zona de Tobruk, tuvo que realizar un aterrizaje a ciegas.
Su táctica de zambullirse en medio de las formaciones enemigas implicaba que muy a menudo recibiese disparos desde todas las direcciones, dando como resultado que su avión fuese dañado tan gravemente que era imposible repararlo, lo que traía como consecuencia que su jefe, Eduard Neumann, perdiese la paciencia. Marseille persistió y desarrolló todo un programa de autoaprendizaje que incluía tanto aspectos físicos como tácticos, consiguiendo con ello una excepcional conciencia situacional, además de una puntería letal y una extraordinaria habilidad para controlar su avión. Junto a todo ello elaboró una táctica de ataque, en la que terminó siendo un maestro, que consistía en disparar al avión enemigo con un gran ángulo de deflexión, es decir, disparaba desde un lado del avión enemigo a un punto muy por delante del morro del caza contrario, y su pericia hacía que en el punto al que disparaba terminasen colisionando sus balas y el otro avión. La táctica habitual consistía en acercarse desde atrás a un avión enemigo y al llegar a la distancia adecuada, dispararle desde esa posición. Practicó a menudo estas tácticas con sus compañeros al regresar de las misiones de combate, siendo reconocido como un maestro en el tiro con deflexión.
Finalmente, el 24 de septiembre de 1941, su entrenamiento en las tácticas mencionadas dio sus frutos al conseguir su primera victoria múltiple en una misión, derribando cuatro Hurricane del Escuadrón n.º 1 de la Fuerza Aérea Sudafricana (SAAF). A mediados de diciembre llegó a las 25 victorias confirmadas, siendo condecorado con la Cruz Alemana en oro. Su escuadrilla fue enviada a Alemania, donde permaneció durante los meses de noviembre y diciembre de 1941 adaptándose al nuevo Bf 109F-4/Trop, un modelo especialmente preparado para las condiciones de vuelo en el desierto.
Marseille siempre se esforzó por mejorar sus habilidades. Trabajó para fortalecer las piernas y los músculos abdominales con la finalidad de poder soportar las extremas fuerzas G a las que se veía sometido en el combate aéreo. También bebía una gran cantidad de leche y siempre llamó la atención el hecho de que rechazase usar gafas de sol para tener una mejor visión.
Intentando contrarrestar los ataques de los pilotos de caza alemanes, los Aliados utilizaron la táctica de la «formación en círculo» (con la que se conseguía que la cola de cada avión estuviese protegida por el aparato que le seguía). La táctica fue eficaz y resultaba muy peligrosa para un piloto enemigo atacante, ya que siempre se encontraría en la mira de alguno de los pilotos del círculo. Marseille, sin embargo, se lanzaba a gran velocidad al centro de estas formaciones defensivas del enemigo, bien desde arriba o desde abajo, haciendo una pasada ajustada, disparando una ráfaga de dos segundos con deflexión y derribaba cada vez un avión enemigo.
Marseille atacaba en unas condiciones que muchos consideraban desfavorables, pero su puntería le permitía hacer una aproximación lo suficientemente rápida como para disparar y poder escapar de los disparos que pudiesen realizar los dos aviones que volaban a ambos lados de su objetivo. Su excelente vista hacía que detectase al enemigo antes de que él fuese descubierto a su vez, permitiéndole ese hecho tomar las medidas apropiadas para maniobrar y poder así colocarse en una óptima posición para un ataque.

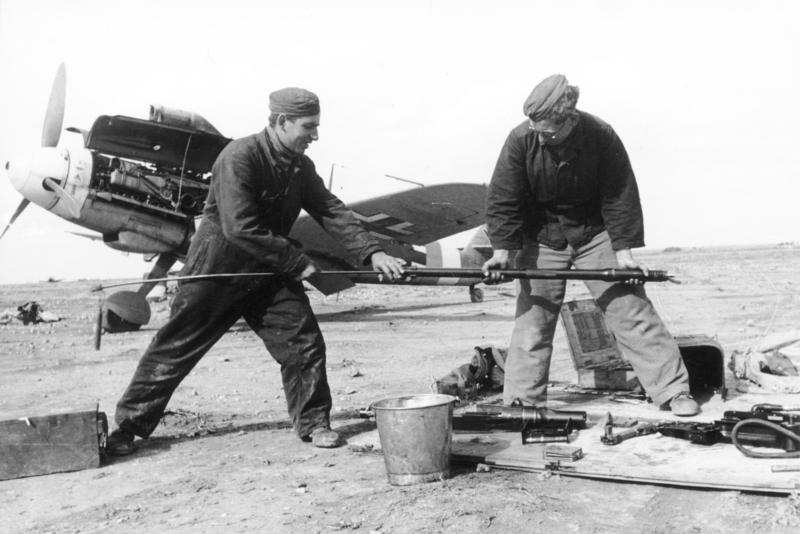
Equipo de mantenimiento de Marseille, Hoffmann (izquierda) y Berger, limpiando las armas de un Bf 109. "Amarillo 14" W.Nr. 8673 que se ve al fondo.

En combate, los métodos poco ortodoxos, le llevaron a volar en una pequeña formación constituida tan solo por su avión, haciendo de líder, y el de su compañero de ala. Lo hacía así porque consideraba que era la forma más eficaz y segura de combatir en las condiciones de gran visibilidad de los cielos del Norte de África. «Trabajaba» solo en el combate, insistiendo siempre en que su compañero de ala volase a un lado y a suficiente distancia por detrás para evitar colisiones o que le disparase por error.

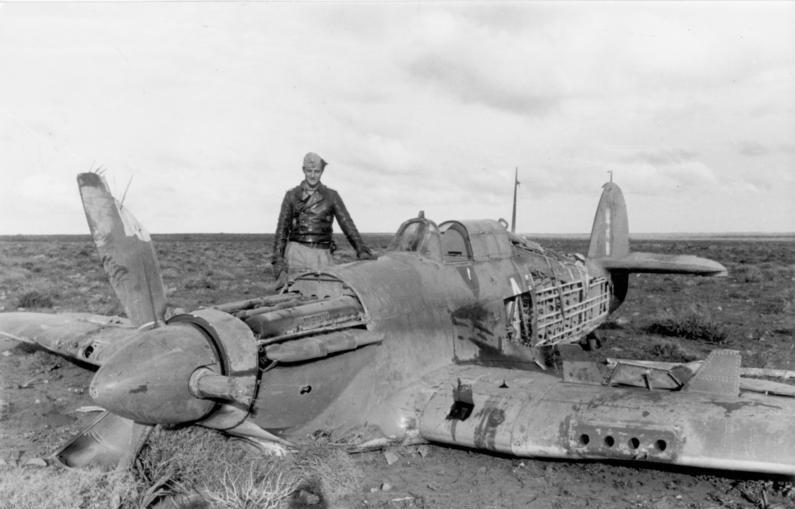
Hans-Joachim Marseille junto a un avión derribado por él, un Hurricane Mk IIC del Escuadrón No. 213 de la RAF, febrero de 1942.

En un dogfight, y en particular cuando atacaba a los aviones aliados que se ponían a la defensiva volando en una formación en círculo, reducía la aceleración de su motor bruscamente e incluso bajaba los flaps para reducir la velocidad y acortar su radio de giro, en lugar del procedimiento normal de volar con la palanca de gases a fondo. Emil Clade dijo que ninguno de los otros pilotos podía hacer esta maniobra de manera eficaz, prefiriendo en su lugar lanzarse contra su oponente a alta velocidad a fin de escapar si algo salía mal. Clade comentó las tácticas de Marseille: 

Marseille desarrolló su propia táctica, que difería significativamente de los métodos empleados por la mayoría de los otros pilotos. Atacando una vez a un grupo de aviones que hicieron la formación defensiva en círculo, tuvo que volar muy lentamente, incluso llegó al extremo de tener que bajar los flaps sin que llegase a entrar en pérdida para poder volar en un círculo más cerrado que el que hacían los aviones enemigos por encima de él. Su compañero de ala y él formaban una unidad, y nadie pilotaba como él.

Friedrich Körner (treinta y seis derribos) también reconoce que Marseille era único como piloto de caza: 

Disparar mientras se hace un giro (disparo con deflexión) es lo más difícil que puede hacer un piloto. El enemigo está volando en un círculo defensivo, eso significa que ya están situados y girando, el piloto atacante tiene que meterse en ese círculo. Para conseguirlo debe hacer que su radio de giro sea menor, pero si hace eso su objetivo, en la mayoría de los casos, desaparece por debajo de sus alas, por lo que no puede verlo más, simplemente tiene que proceder por instinto.

Su éxito como piloto de caza le supuso ascensos y mayores responsabilidades en el mando. El 1 de mayo de 1942 fue ascendido antes de tiempo a teniente (Oberleutnant), y seguidamente recibió el nombramiento de Staffelkapitän del 3./JG 27 (jefe de escuadrilla) el 8 de junio de 1942; igual ocurrió, también debido a sus éxitos, con el Oberleutnant Gerhard Homuth al que le dieron el mando del I/JG27.
En una conversación con su amigo Hans-Arnold Stahlschmidt, Marseille le explicó su forma de pilotar y sus ideas sobre el combate aire-aire: 

A menudo experimento con un modo de combatir que considero debería ser el habitual. Me veo a mí mismo en medio de un enjambre de británicos disparando desde cualquier posición sin ser atrapado. Nuestros aviones son los elementos básicos, Stahlschmidt, y debemos dominarlos. Tienes que ser capaz de disparar desde cualquier posición, en un giro a la izquierda o a la derecha, al rolar, sobre tu espalda, siempre. Sólo de esta manera puedes desarrollar tus propias tácticas. Deben ser tácticas de ataque que hagan que el enemigo simplemente no pueda prever lo que vas a hacer en el curso de la batalla, tienes que ser capaz de realizar toda una serie de acciones y movimientos imprevisibles, nunca el mismo, eso te permite que no se te escape la situación de las manos. Sólo entonces puedes zambullirte en medio de un enjambre de aviones enemigos y golpearles desde dentro.

El método de ataque para romper las formaciones de aviones enemigos que perfeccionó, se tradujo rápidamente en una alta tasa de derribos y de victorias múltiples por misión. El 3 de junio de 1942, atacó en solitario una formación de dieciséis cazas Curtiss P-40 del Escuadrón n.º 5 de la SAAF y derribó seis aviones, cinco de ellos en seis minutos, incluidos los de tres ases Robin Pare (seis derribos), Douglas Golding (6,5 derribos) y Andre Botha (cinco derribos). Su compañero de ala Rainer Pöttgen, apodado Fliegendes Zählwerk ( "Contador de aviones derribados"), dijo de este combate: 

Todos los aviones enemigos fueron derribados por Marseille en un único dogfight. Tras disparar solo necesitaba echar un vistazo al avión enemigo. Sus ráfagas seguían un patrón, las balas comenzaban impactando en el morro y terminaban en la carlinga. Nadie ha podido explicar cómo podía hacer eso. En casi todos los dogfight en que participaba reducía gases y aminoraba la velocidad en la medida de lo posible, lo que le permitía hacer giros muy cerrados. En ese combate disparó 360 balas, sesenta por derribo.

Después de reclamar su derribo número 100, el 17 de junio de 1942 Marseille fue con un permiso de dos meses a Alemania. El 6 de agosto inició su viaje de regreso acompañado de su novia Hanne-Lies Küpper y el 13 de agosto se reunió con Benito Mussolini en Roma que le condecoró con la Medaglia d'Oro (Medalla de oro al valor), la distinción al valor de mayor prestigio para un militar italiano.
Marseille dejó a su novia en Roma y el 23 de agosto volvió al combate en el norte de África. El 1 de septiembre de 1942 fue el día en que consiguió su mayor éxito como piloto de caza al derribar diecisiete aviones en un día, siendo ese septiembre el mes en el que consiguió más éxitos durante su carrera al lograr derribar 54 aviones enemigos. De los diecisiete aviones enemigos derribados, a ocho los derribó en tan solo diez minutos. Como resultado de esta hazaña, cuando fue a visitar un escuadrón italiano de la Regia Aeronautica, unos compañeros pintaron en el Volkswagen Kubelwagen tipo 82 que le transportó, la palabra «Otto» en grandes letras (ocho en italiano). Marseille, con esa victoria múltiple, tiene el récord de derribos de aviones de las fuerzas aéreas occidentales hecho por un piloto en un solo día. Solo un piloto, Emil «Bully» Lang, logró superarlo el 4 de noviembre de 1943 cuando consiguió derribar dieciocho aviones de la Fuerza Aérea Soviética en el Frente Oriental.

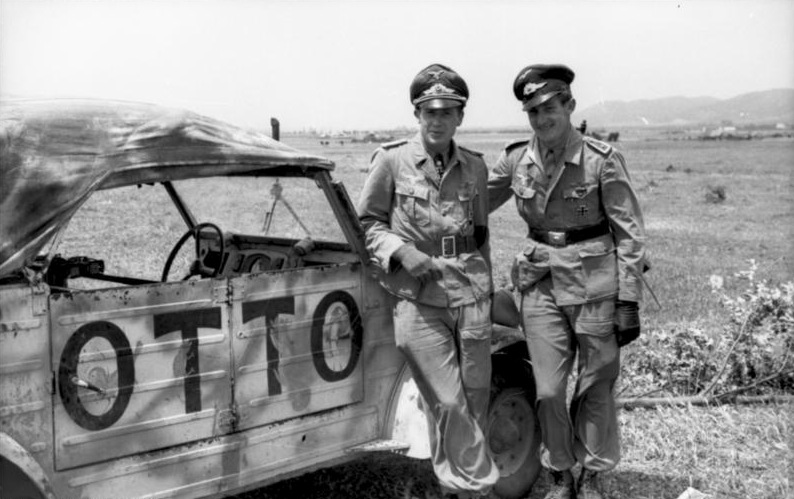
Norte de África. Hans-Joachim Marseille luciendo la Cruz de Caballero y un sargento (piloto) de la Luftwaffe junto a un automóvil VW-Kübelwagen con el nombre de «Otto».

Continuó realizando derribos múltiples (en un solo día) durante todo el mes de septiembre. Entre el 16 y el 25 de septiembre no consiguió ningún derribo debido a que sufrió una fractura en el brazo al realizar un aterrizaje forzoso tras su misión del 15 de septiembre. Por ese motivo, Eduard Neumann le prohibió volar. Tomó prestado, para probarlo, un avión Macchi C.205 de un escuadrón italiano vecino del 4.º Stormo, 96.ª Squadriglia. Era un avión «modificado» del as italiano teniente Emanuele Annoni. Marseille estrelló el avión al aterrizar y este incidente puso de relieve que tampoco el modo de volar de Marseille estaba exento de deficiencias. Werner Schröer dijo: 

Sus despegues y aterrizajes se consideraban normales según los estándares habituales del escuadrón. Una vez, los vecinos de un escuadrón italiano, le dejaron un Macchi 205 nuevo y se estrelló en el aterrizaje. Dejó una pobre impresión general de su capacidad como piloto.

Pronto superó el número de derribos de su amigo Hans-Arnold Stahlschmidt que tenía 59, y lo consiguió en tan solo cinco semanas. Sin embargo, la superioridad material de los aliados era enorme, la tensión que ésta creaba en los pilotos alemanes el verse continuamente superados en número, aumentó hasta hacerse preocupante. En esa época los alemanes disponían de 112 cazas pero solo 65 estaban disponibles para el combate, mientras que los británicos podían poner en el aire unos 800 aparatos. Marseille estaba físicamente agotado por el frenético ritmo de los combates y tras la última salida del 26 de septiembre, quedó al borde del colapso después de un combate de quince minutos con una formación de Spitfire durante el cual se anotó su séptima victoria del día.

### Aviones
Marseille voló al menos en los siguientes aviones Bf 109 E-7:
- N° de fábrica (Werk Nummer)(W.n.º) 3579, el 2 de septiembre de 1940 quedó dañado en un 50 % tras el combate y posterior aterrizaje cerca de Marck, Paso de Calais.
- W.n.º 5597, sufrió daños del 75 % el 11 de septiembre de 1940 en combate aéreo, hizo un aterrizaje de emergencia cerca de Wissant.
- W.n.º 5094, sufrió daños del 100 % el 23 de septiembre de 1940, Marseille pudo ponerse a salvo después de un combate aéreo cerca de Dover.
- W.n.º 4091, daños del 35 % tras realizar, el 28 de septiembre, un aterrizaje forzoso al fallarle el motor cerca de Théville.
- W.n.º 1259, sufrió un 80 % de daños el 20 de abril de 1941, hizo un aterrizaje de emergencia después de fallarle el motor cerca de Cahela.
- W.n.º 5160, 100 % de daños el 23 de abril de 1941, hizo un aterrizaje forzoso de panza cerca de Tobruk.
- W.n.º 1567, tuvo un 40 % de daños el 21 de mayo de 1941 en combate aéreo, hizo un aterrizaje de emergencia cerca de Tobruk.

Voló en cuatro aviones Bf 109 F-4/Z Trop:
- W.n.º 12593, con él logró su derribo n.° 50 el 23 de febrero de 1942.[52]
- W.n.º 10.059, con 68 barras de victorias en el timón de cola.[52] El 15 de septiembre de 1942 este avión perdió un ala en una colisión en el aire cuando el piloto teniente Friedrich Hoffmann, del 3./JG27, colisionó con un Bf 109 pilotado por el suboficial Heinrich Pein del 5./JG27. Pein resultó muerto al estrellarse, el teniente Hoffmann quedó curado de sus heridas cinco semanas más tarde.[53]
- W.n.º 10137, con el número 70 dentro de una corona de flores y 31 barras por otras tantas victorias en el timón de cola.[52]
- W.n.º 8673 su último F-4/Trop, preparado para el desierto con filtro de aire en la entrada del compresor, barras soldadas en la parte inferior trasera del fuselaje, un 14 amarillo perfilado en negro, en el timón de cola un 100 encerrado dentro de una corona amarilla y debajo 51 barras de victorias.[54]

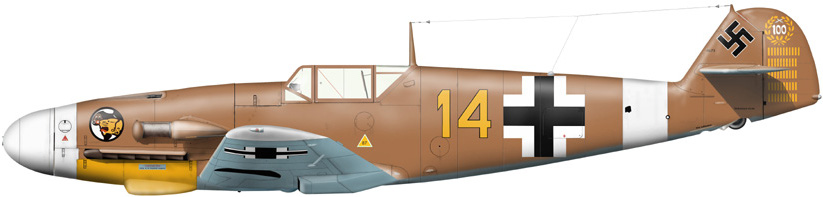
Messerschmitt Bf 109 F-4/trop, W.Nr. 8673 - 3./JG27 del capitán Hans-Joachim Marseille en septiembre de 1942.

### Muerte
En las dos misiones en que participó el 26 de septiembre de 1942, voló en un Bf 109G-2/Trops y con uno de ellos había derribado siete aviones enemigos. Los seis primeros aparatos de ese modelo sustituyeron a los Bf 109F y todos fueron asignados a la escuadrilla de Marseille (3 Staffel) que en un principio ignoró las órdenes recibidas para utilizarlos obligatoriamente porque su motor tenía una alta tasa de fallos. Cuando llegaron órdenes al respecto del mariscal de campo Albert Kesselring, obedeció a regañadientes pero uno de estos aparatos, el WK-Nr. 14256 (Motor: Daimler-Benz PP 605 A-1, W.Nr. 77 411), acabó siendo el último avión que pilotó.
Durante los siguientes tres días, la escuadrilla de Marseille estuvo descansando. El 28 de septiembre, Marseille recibió una llamada telefónica del mariscal de campo Erwin Rommel que le pidió que fuese con él a Berlín. Hitler iba a dar un discurso en el Sportpalast de Berlín el 30 de septiembre y Rommel y Marseille debían asistir. Rechazó esta oferta alegando que era necesario en el frente y que ya había tenido tres meses de permiso ese año. También le reveló que deseaba poder tener un permiso en Navidad para casarse con su novia Hanne-Lies Küpper.
El 30 de septiembre de 1942, el Hauptmann Marseille fue el jefe de una escuadrilla de cazas en misión de escolta a bombarderos Stuka, durante la que no hubo contacto con los cazas enemigos. Mientras regresaban a la base, la cabina de su nuevo Bf 109G-2/Trop comenzó a llenarse de humo. Ciego y medio asfixiado, fue guiado hasta las líneas alemanas por sus compañeros de ala Jost Schlang y el teniente Rainer Pöttgen. Al llegar a las líneas propias, el Amarillo 14 había perdido casi del todo la potencia e iba descendiendo más y más. Pöttgen le llamó unos diez minutos después indicándole que ya habían llegado a la Mezquita Blanca de Sidi Abdel Rahman y que por tanto estaban sobre territorio amigo. Llegado este momento, consideró que era imposible que su avión pudiese seguir volando y decidió saltar, sus últimas palabras fueron: «Tengo que saltar ahora, no puedo aguantar más».
Eduard Neumann estaba dirigiendo personalmente la misión desde el puesto de mando en tierra: 

Yo estaba en el puesto de mando y a la escucha de las comunicaciones por radio entre los pilotos. Inmediatamente me di cuenta de que había ocurrido algo serio, yo sabía que seguían todavía en vuelo, que estaban tratando de llevar a Marseille hasta nuestro territorio y que su avión iba echando mucho humo.
Su escuadrilla, que había estado volando en formación cerrada cerca de él, se apartó en ese momento para dejarle suficiente espacio para maniobrar. Marseille puso su avión boca abajo (era el procedimiento estándar para saltar de un caza), pero debido al humo y a una ligera desorientación, no se dio cuenta de que el avión había entrado en un pronunciado picado con un ángulo de 70-80 grados, por lo que su velocidad había aumentado considerablemente, hasta unos 640 km por hora. Se esforzó cuanto pudo para salir de la cubierta de la carlinga, pero cuando lo logró, la fuerza del aire le empujó hacia atrás, golpeándose la parte izquierda del pecho contra el estabilizador vertical de su avión. El golpe o bien lo mató instantáneamente o lo dejó inconsciente, el hecho es que no se abrió su paracaídas. Cayó casi verticalmente, estrellándose contra el suelo del desierto siete kilómetros al sur de Sidi Abdel Rahman. Según se supo más tarde, su paracaídas presentaba un enorme agujero de unos 40 cm y la bolsa se había desprendido. Después de recuperar el cuerpo se comprobó que la manija de apertura de su paracaídas seguía en la posición de «seguro», lo que indicaba que Marseille ni siquiera había intentado abrirlo. Mientras examinaba el cuerpo, el Oberarzt Dr. Bick, médico del 115.º Regimiento Panzer (Panzergrenadierregiment), observó que el reloj de pulsera de Marseille se había parado exactamente a las 11:42 a. m. Este médico fue el primero en llegar al lugar donde cayó Marseille pues se encontraba casualmente en un puesto adelantado del frente, junto a una posición de la defensa antiaérea y fue así testigo de la caída mortal de Marseille.
En su informe de la autopsia el Dr. Bick escribió: 

El piloto estaba echado sobre su estómago como si estuviese dormido. Sus brazos estaban ocultos bajo su cuerpo. Cuando me acerqué, vi un charco de sangre que había salido de su cráneo aplastado, la masa encefálica había quedado expuesta. Le di la vuelta y abrí la cremallera de su chaqueta de vuelo, ví que llevaba la Cruz de Caballero con Hojas de Roble y Espadas (Marseille nunca recibió personalmente los diamantes) y supe de inmediato de quien se trataba. Al mirar su cartilla lo confirmé.

El teniente Ludwig Franzisket recogió su cuerpo que fue llevado a la enfermería de la escuadrilla y sus camaradas fueron llegando a lo largo del día a presentarle sus respetos. Como homenaje pusieron en el tocadiscos la canción Rumba Azul que siempre le había encantado escuchar, música que estuvo sonando una y otra vez hasta la noche. El funeral tuvo lugar el 1 de octubre de 1942 en el cementerio de Héroes en Derna, con la presencia del Generalfeldmarschall Albert Kesselring y de Eduard Neumann que pronunciaron el elogio fúnebre. 
La última anotación en el libro de vuelo de Marseille la escribió Eduard Neumann: «Duración del vuelo 54 minutos, hora del aterrizaje "cruz negra". Saltó en paracaídas a siete kilómetros al sur de Sidi Abdel Rahman. Observaciones: fallo del motor. Vuelos 1-482, 388 vuelos de combate y un total de 158 derribos: Certificado el 30 de septiembre de 1942».
Se creó precipitadamente una comisión para investigar el accidente. El informe de la comisión (Aktenzeichen 52, Br.B.Nr. 270/42) llegó a la conclusión de que el accidente fue causado por daños en el engranaje del diferencial, se produjo una fuga de aceite que provocó la rotura de dientes de la rueda lo que a su vez hizo que se inflamase el aceite. La comisión descartó el sabotaje y el error humano. Los restos del avión W. N º. 14256 los llevaron a Bari (Italia). Este aparato se utilizó por primera vez en la misión de combate en la que murió Marseille.
Muchos de los otros grandes ases de la aviación de caza de la Luftwaffe, como Adolf Galland y como Erich Hartmann, le consideraron como «el mejor». Günther Rall dijo de Marseille «un excelente piloto y un brillante tirador. Creo que fue el que mejor disparó en la Luftwaffe».

### Secuelas
La muerte de Marseille bajó mucho la moral de todo el escuadrón. A causa de esta muerte y del impacto que tuvieron las muertes de otros dos ases alemanes, Günter Steinhausen y el amigo de Marseille Hans-Arnold Stahlschmidt, unas tres semanas antes, el JG/27 fue trasladado fuera de África al cabo de un mes. Esto supuso una especie de ruptura con el estilo de mando de Marseille, aunque la cosa nunca llegó a estar fuera de control. La realidad fue que conforme Marseille iba teniendo más éxito, su escuadrón le fue cargando con la responsabilidad de ser él quien derribase los aviones enemigos. Por ello su muerte era algo para lo que el escuadrón JG/27 no estaba preparado, siendo las secuelas de su muerte predecibles y devastadoras. Los historiadores Hans Ring y Christopher Shores también apuntan el hecho de que los ascensos y promociones de Marseille estuvieron basados en su tasa de derribos más que en cualquier otra razón, y otros pilotos que no alcanzaban niveles de derribos significativos nunca llegaron a convertirse en «expertos». Volaron más bien realizando labores de apoyo como el «maestro les enseñó que había que hacerlo», y con frecuencia hacían de guardaespaldas mientras atacaba al enemigo y así iba incrementando su cuenta de aviones derribados". Eduard Neumann explicó: 

La desventaja que suponía el hecho de que pocos pilotos se anotasen derribos, fue parcialmente superada por el efecto que tuvo sobre la moral de todo el escuadrón el éxito de pilotos como Marseille. De hecho, la mayoría de los pilotos de la escuadrilla de Marseille actuaban haciendo un papel secundario como escoltas del «maestro».

## Su memoria

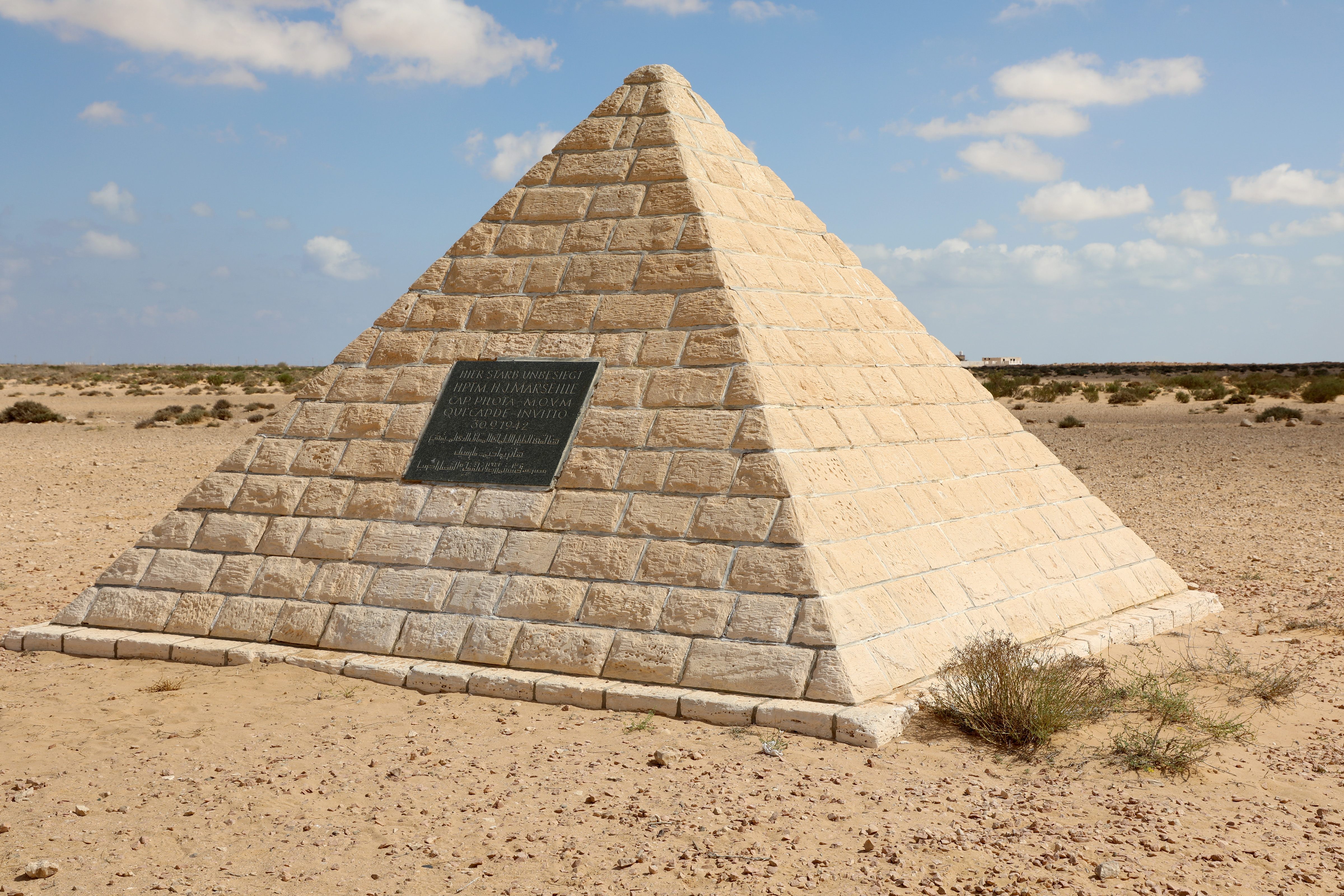
Pirámide Conmemorativa de Marseille, monumento de guerra alemán erigido en su honor cerca de Sidi ʿAbd er-Rahman, a unos 25 kilómetros al oeste de El-ʿAlamein en la costa mediterránea egipcia.

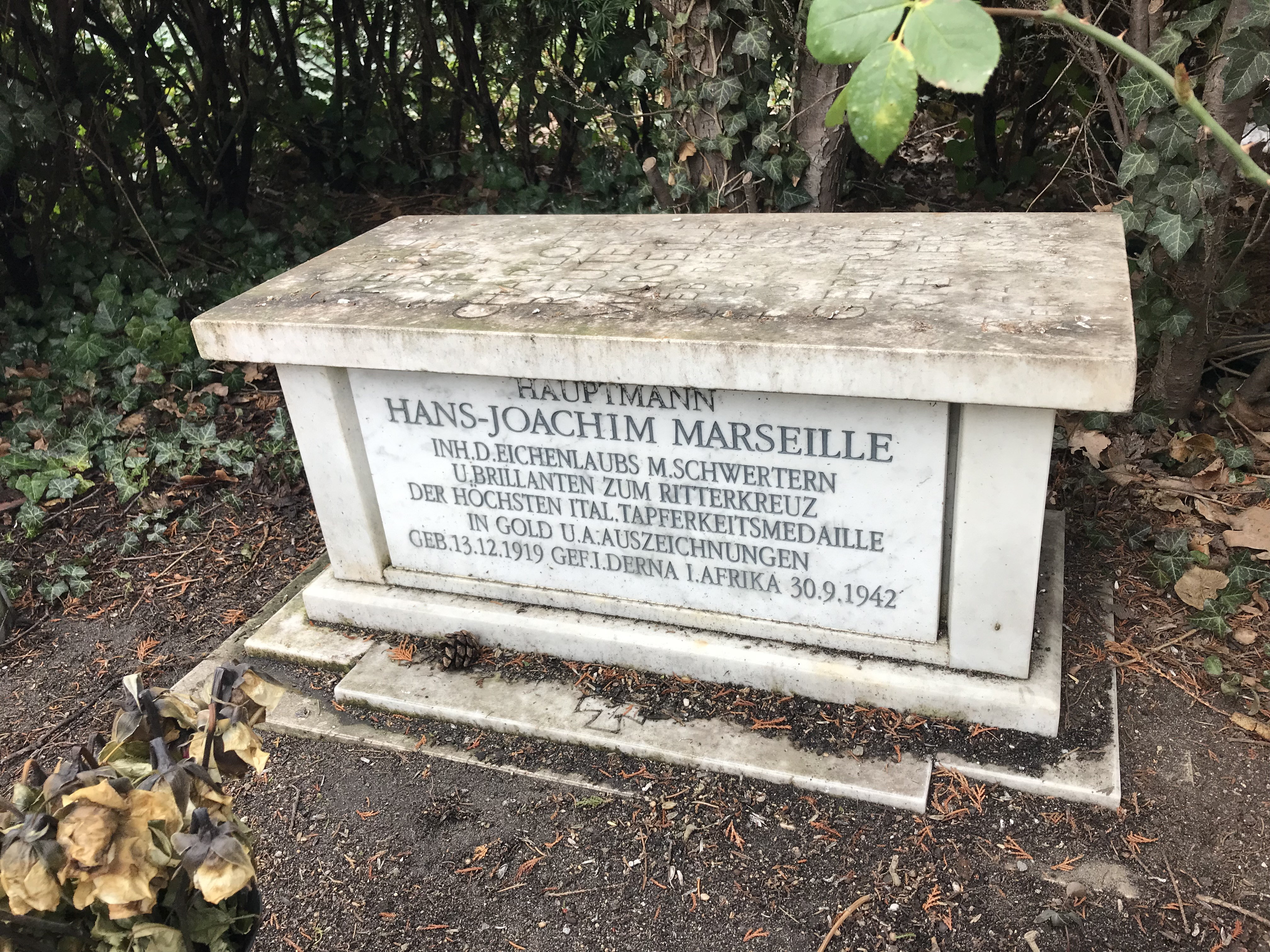
Hans-Joachim Marseille Memorial en Berlín, Ev. Cemetary Alt-Schöneberg.

Hans-Joachim Marseille apareció cuatro veces en el Deutsche Wochenschau (Noticiero alemán). La primera vez el miércoles 17 de febrero de 1942, cuando el coronel Galland, general del arma de caza, visitó un aeródromo en el desierto. La segunda, el miércoles 1 de julio de 1942, cuando viajó a Rastenburg para recibir la Cruz de Caballero de la Cruz de Hierro con Hojas de Roble y Espadas de manos de Adolf Hitler. La tercera, el miércoles 9 de septiembre de 1942 anunciando que había logrado diecisiete derribos el día 1 de septiembre de 1942 y que había sido galardonado con los diamantes para su Cruz de Caballero. Su última aparición data del miércoles 30 de septiembre de 1942 y muestra al Hauptmann Marseille visitando a Erwin Rommel.
Durante la guerra, los ingenieros italianos construyeron una pirámide en el lugar de la caída de Marseille, pero que con el tiempo se deterioró. El 22 de octubre de 1989, Eduard Neumann y otros supervivientes de la JG/27, con la colaboración del gobierno egipcio, erigieron una nueva pirámide que permanece allí actualmente.
En las semanas siguientes a la muerte de Marseille, la moral era baja. En un intento por mejorarla, el Oberleutnant Fritz Dettmann persuadió a Eduard Neumann para cambiar el nombre del 3./JG27 por el de Marseille Staffel (Escuadrilla Marseille) (en las fotografías aparece como "Staffel Marseille").
Su tumba tiene un epitafio de una sola palabra: «Invicto». Después de la guerra, los restos de Hans-Joachim Marseille fueron llevados de Derna a Tobruk donde fueron enterrados de nuevo en los Jardines del Memorial. Fue allí donde su madre visitó su tumba en 1954. Sus restos se encuentran ahora en un pequeño sarcófago de arcilla que lleva el número 4133.
En 1957, se rodó una película alemana, Der Stern von Afrika (La estrella de África), dirigida por Alfred Weidenmann y protagonizada por Joachim Hansen que hacía el papel de Hans-Joachim Marseille.
El 24 de octubre de 1975, el cuartel de la Bundesluftwaffe de Uetersen-Appen fue rebautizado como «Cuartel de Marseille».
El panteón de la familia Reuter-Marseille se encuentra en el cementerio de Berlín, Alt-Schöneberg. En el lado izquierdo lleva inscripción: «Hauptmann Hans-Joachim Marseille. Poseedor de las Espadas de la Cruz de Caballero con Hojas de Roble y Diamantes, de la más alta condecoración italiana al valor en Oro y otras recompensas. Nacido 13.12.1919 muerto en Derna en África 30.9.1942».
El timón de cola del último aparato que pilotó, el Messerschmitt Bf109F-4/Trop (W.-Nr. 8673) ahora con 158 marcas de derribos, se encuentra expuesto en el Luftwaffenmuseum der Bundeswehr en Berlín Gatow. Inicialmente lo tuvo la familia a la que se lo regaló Hermann Göring, siendo donado al museo en la década de 1970.
Veinticinco años después de su muerte, pilotos de caza veteranos de la Segunda Guerra Mundial se reunieron para homenajearle en el Encuentro Internacional de Pilotos de caza, el 7 y 8 de octubre de 1967 en Fürstenfeldbruck. Asistieron a esta reunión pilotos de caza de seis países diferentes, incluyendo a Erich Hartmann, Robert Stanford Tuck, Adolf Galland, Günther Rall y Mike Martin, que fue derribado por Marseille el 3 de junio de 1942. Los invitados de honor en esta reunión fueron la madre de Marseille, Charlotte Reuter-Marseille y su exnovia Hanne-Lies.
La 16.ª reunión de los antiguos miembros del Afrikakorps tuvo lugar el 1 y 2 de septiembre de 1984 en Stuttgart. El gobierno alemán (Bundesregierung) convocó como invitado de honor al cabo Mathew P. Letuku de Sudáfrica. Mathew, alias Mathias para todo el mundo en la JG/27, fue un soldado de Sudáfrica hecho prisionero de guerra por las tropas alemanas en la mañana del 21 de junio de 1941 en la fortaleza de Tobruk. Mathias, que inicialmente trabajó como conductor con la 3. Staffel, se hizo amigo de Marseille y se convirtió luego en su ayudante personal en África.

## Rumor sobre una supuesta deserción
Un rumor, muy controvertido y con escaso fundamento, tomó cuerpo poco después de recibir Marseille las Espadas para su Cruz de Caballero, sobre que el joven teniente, cuando visitó Alemania, recibió información y pruebas sobre la existencia de la «solución final». Conmocionado por esta información no habría regresado al norte de África, sino que habría pasado a la clandestinidad en algún lugar de Italia. La Gestapo lo localizó y lo presionó para que volviese a su escuadrón. Aunque la historia es muy vaga, se refleja en la película que se filmó sobre su vida en 1957, La estrella de África, dirigida por Alfred Weidenmann y protagonizada por Joachim Hansen en el papel de Marseille y nunca ha sido cuestionada desde entonces.

## Derribos confirmados y acciones relevantes
Marseille voló en su primera misión de combate el miércoles 13 de agosto de 1940 y se confirmó su primer derribo el 24 de agosto de 1940. En poco más de dos años consiguió anotarse otras 157 victorias.
     Indica que el informe sobre el combate aéreo no se encuentra en el Archivo Nacional Alemán.

     Indica que el historiador australiano Russell Brown ha expresado dudas respecto a la veracidad de esos derribos confirmados a Marseille.
| Derribos                | Fecha                    | Hora                                                                                                  | Observaciones |
| – 1940 – I. (Jagd)/LG 2 | – 1940 – I. (Jagd)/LG 2  | – 1940 – I. (Jagd)/LG 2                                                                               | – 1940 – I. (Jagd)/LG 2 |
| ----------------------- | ------------------------ | --- | --- |
| 1                       | 24 de agosto de 1940     | | Hurricane/Spitfire sobre Kent. El I. (J) LG 2 le ordenó volar en tres misiones de combate sobre el área de Kent. A la 1.ª escuadrilla (1. Staffel) se le confirmaron tres derribos del total de diez victorias reclamadas por la I.(J)/LG 2, a su vez ellos perdieron tres aparatos. |
| 2                       | 2 de septiembre de 1940  | | Spitfire sobre Detling, Kent. El avión de Marseille fue seriamente dañado y tuvo que realizar un aterrizaje de emergencia cerca de Calais-Marck.Su Bf 109 E-7 W.Nr. 3579 fue dañado en un 50 %. La I.(J)/LG 2 reclamó seis victorias y solo informó de una pérdida propia. |
| 3                       | 11 de septiembre de 1940 | 17:05                                                                                                 | Spitfire sobre el sur de Inglaterra. Voló como compañero de ala del Hauptfeldwebel Helmut Goedert. El avión de Marseille fue seriamente dañado por el piloto de un Hurricane, lo que le obligó a realizar un aterrizaje forzoso en la costa francesa cerca de Wissant. El Bf 109 E-7 W.Nr. 5597 sufrió daños en un 75 %. La I.(J)/LG 2 reclamó siete derribos con la pérdida de dos aviones propios. |
| 4                       | 15 de septiembre de 1940 | | Hurricane sobre el río Támesis, Inglaterra. La I.(J)/LG 2 reclamó cuatro derribos con dos pérdidas propias. |
| 5                       | 18 de septiembre de 1940 | | Spitfire sobre el sur de Inglaterra. |
| 6                       | 27 de septiembre de 1940 | | Hurricane sobre Londres. La I.(J)/LG 2 reclamó seis victorias manifestando haber perdido cuatro de sus aviones, incluido el del Staffelkapitän Adolf Buhl. El Oberleutnant Buhl murió en la acción al caer con su avión al mar. |
| 7                       | 28 de septiembre de 1940 | | Spitfire sobre el sur de Inglaterra. |
| – 1941 – I./JG 27       |                          | | |
| 8                       | 23 de abril de 1941      | 12:50                                                                                                 | Hurricane sobre Tobruk. Los adversarios puede que fuesen Hurricane del Escuadrón n.º 73 de la RAF. Esta unidad perdió tres aparatos en combate con Bf 109 hacia las nueve. Al menos otro Hurricane adicional del Escuadrón n.º 6 cayó en combate. El I./JG 27 reclamó siete Hurricane derribados en dos encuentros: cuatro entre las 10:40 y 11:05 y tres entre las 12:50 y 13:00. El Bf 109 E-7 (W.Nr. 5160) de Marseille quedó completamente destrozado después del combate y tener que aterrizar de panza en Tobruk. |
| 9                       | 28 de abril de 1941      | 09:25                                                                                                 | Bristol Blenheim Mk IV sobre el mar al norte de Tobruk. El Blenheim era el T2429 del Escuadrón n.º 54 de la RAF, pilotado por el oficial piloto B. C. de G. Allan. La tripulación y los pasajeros murieron al estrellarse el avión. |
| 10-11                   | 1 de mayo de 1941        | 09:15                                                                                                 | Dos Hurricane al sur de Tobruk. Sus adversarios eran de los Escuadrones n.º 274 y n.º 6 de la RAF. El I./JG 27 reclamó cuatro derribos, el oficial piloto Stanley Godden, un as con siete derribos, cayó muerto en acción. |
| 10-11                   | 1 de mayo de 1941        | 09:25                                                                                                 | Dos Hurricane al sur de Tobruk. Sus adversarios eran de los Escuadrones n.º 274 y n.º 6 de la RAF. El I./JG 27 reclamó cuatro derribos, el oficial piloto Stanley Godden, un as con siete derribos, cayó muerto en acción. |
| 12-13                   | 17 de junio de 1941      | 17:15                                                                                                 | Dos Hurricane, el primero al noreste de Tobruk y el Segundo al este de Sidi Omar. Los pilotos alemanes reclamaron el derribo de trece Hurricane en numerosos encuentros, las autoridades alemanas confirmaron once, de los cuales siete fueron acreditados al I./JG 27. Los aliados perdieron al menos diez aparatos. Sobre las nueve, siete Hurricane del Escuadrón n.º 1 de la SAAF se enfrentaron con Bf 109 y perdieron cuatro aparatos, uno de ellos cayó derribado por el fuego antiaéreo. Por la tarde, el Escuadrón n.º 73 de la RAF perdió un aparato por la flak, el Escuadrón n.º 229 de la RAF perdió dos Hurricane en combate aéreo con Bf 109 y el Escuadrón n.º 274 de la RAF también perdió dos aparatos contra cazas alemanes. El Escuadrón n.º 33 de la RAF perdió un Hurricane peleando con un Fiat G.50 italiano y un Ju 87 alemán. Los italianos reclamaron tres derribos. Sin embargo las víctimas de Marseille pertenecían, muy probablemente, al Escuadrón n.º 229 y al Escuadrón n.º 274 de la RAF. |
| 12-13                   | 17 de junio de 1941      | 18:45                                                                                                 | Dos Hurricane, el primero al noreste de Tobruk y el Segundo al este de Sidi Omar. Los pilotos alemanes reclamaron el derribo de trece Hurricane en numerosos encuentros, las autoridades alemanas confirmaron once, de los cuales siete fueron acreditados al I./JG 27. Los aliados perdieron al menos diez aparatos. Sobre las nueve, siete Hurricane del Escuadrón n.º 1 de la SAAF se enfrentaron con Bf 109 y perdieron cuatro aparatos, uno de ellos cayó derribado por el fuego antiaéreo. Por la tarde, el Escuadrón n.º 73 de la RAF perdió un aparato por la flak, el Escuadrón n.º 229 de la RAF perdió dos Hurricane en combate aéreo con Bf 109 y el Escuadrón n.º 274 de la RAF también perdió dos aparatos contra cazas alemanes. El Escuadrón n.º 33 de la RAF perdió un Hurricane peleando con un Fiat G.50 italiano y un Ju 87 alemán. Los italianos reclamaron tres derribos. Sin embargo las víctimas de Marseille pertenecían, muy probablemente, al Escuadrón n.º 229 y al Escuadrón n.º 274 de la RAF. |
| 14                      | 28 de agosto de 1941     | 18:00                                                                                                 | Hurricane al noroeste de Sidi Barrani sobre el mar. Los adversarios de Marseille fueron doce Hurricane del Escuadrón n.º 1 de la SAAF. El piloto de caza teniente V. F. Williams se estrelló en el mar. Aunque resultó herido pudo ser rescatado. |
| 15-16                   | 9 de septiembre de 1941  | 17:12 17:18                                                                                           | Dos Hurricane al sudeste de Bardia. |
| 17                      | 13 de septiembre de 1941 | 17:25                                                                                                 | Hurricane al sur de Bardia. Al parecer lo pilotaba el teniente de vuelo Patrick (Pat) Byers del Escuadrón n.º 451 de la RAF. Byers despegó solo, fue descubierto y derribado por dos Bf 109 la tarde del 13 de septiembre. Algo después, esa misma tarde, dos Bf 109 sobrevolaron la base del Escuadrón n.º 451 y dejaron caer una nota informándoles que Byers había sobrevivido pero que sufría graves quemaduras. Un par de semanas más tarde, de nuevo dos Bf 109 volaron atravesando el fuego antiaéreo y dejaron caer otra nota en la que les decían que Byers había muerto a causa de sus heridas. Se piensa que Marseille era uno de los pilotos. |
| 18                      | 14 de septiembre de 1941 | 17:46                                                                                                 | Hurricane al sudeste de Sofafi. Los aviones oponentes de Marseille eran del Escuadrón n.º 33 de la RAF en misión de escolta para los bombarderos Martin Maryland del Escuadrón n.º 24 de la SAAF. Los aliados perdieron tres Hurricane en combate con doce Bf 109 y seis Fiat G.50. Italianos y alemanes reclamaron en conjunto el derribo de tres Hurricane en este encuentro. |
| 19-23                   | 24 de septiembre de 1941 | 13:30 16:45 16:47 16:51 17:00                                                                         | Cuatro Hurricane y un Martin Maryland del Escuadrón n.º 203 de la RAF. En el enfrentamiento participaron nueve Hurricane del Escuadrón n.º 1 de la SAAF y nueve más de una unidad que no se ha podido identificar. Los sudafricanos perdieron un total de tres Hurricane. De los derribados, el capitán C. A. van Vliet y el segundo teniente J. MacRobert regresaron indemnes, mientras que el teniente B. E. Dold fue dado por desaparecido. El I./JG 27 reclamó seis victorias aéreas en ese encuentro. Es posible que el aparato sin identificar fuese un Tomahawk Mk IIB del Escuadrón n.º 112 de la RAF. Este aparato se enfrentó a un Bf 109 mientras volvía de una misión de escolta y protección a unos barcos, el oficial piloto D. F. "Jerry" Westenra, un neozelandés y futuro as, fue derribado, aunque es posible que lo fuera al día siguiente, a manos de Gerhard Homuth. |
| 24-25                   | 12 de octubre de 1941    | 08:12 08:15                                                                                           | Dos P-40 cerca de Bir Sheferzan. Los aviones del JG 27 se enfrentaron a veinticuatro Mk IIB Tomahawk pertenecientes al Escuadrón n.º 2 de la SAAF y al Escuadrón n.º 3 de la RAAF. Los australianos perdieron tres aparatos mientras que los sudafricanos dieron parte de la pérdida de un avión más que sufrió graves daños. El I./JG 27 reclamo cuatro derribos en este combate. Las víctimas de Marseille fueron el oficial de vuelo H. G. "Robbie" Roberts y el sargento Derek Scott, ambos del Escuadrón n.º 3 de la RAAF. Roberts hizo un aterrizaje forzoso detrás de las líneas aliadas y su aparato pudo ser reparado más tarde. Scott pudo llegar a su base con el aparato muy dañado. |
| 26                      | 5 de diciembre de 1941   | 15:25                                                                                                 | Hurricane. Los rivales fueron veinte Hurricane del Escuadrón n.º 274 de la RAF y del Escuadrón n.º 1 de la SAAF. Ambos escuadrones informaron de la pérdida de un aparato. El I./JG 27 notificó dos derribos en este choque. |
| 27-28                   | 6 de diciembre de 1941   | 12:10 12:25                                                                                           | Dos Hurricane al sur de El Adem. Los adversarios fueron veinticuatro Hurricane del Escuadrón n.º 229 de la RAF y del Escuadrón n.º 238 de la RAF. Esta formación británica perdió cinco Hurricane en combate contra Bf 109 en la vecindad de Bir el Gobi. Estuvieron también envueltos en este combate aéreo Hurricane del Escuadrón n.º 274 de la RAF, pero este grupo no comunicó ninguna pérdida. El I./JG 27 y el II./JG 27 reclamaron el derribo de dos Hurricane cada uno. |
| 29                      | 7 de diciembre de 1941   | 09:30                                                                                                 | Hurricane al oeste de Sidi Omar. El JG 27 combatió contra Hurricane del Escuadrón n.º 274 de la RAF que perdió tres cazas en un combate con 15 Ju 87, seis Bf 109, doce MC 202 y MC 200. Italianos y alemanes reclamaron 3 victorias en este enfrentamiento. |
| 30                      | 8 de diciembre de 1941   | 08:15                                                                                                 | P-40 al sudeste de El Adem. Marseille se enfrentó con un grupo de Hurricane que no se han identificado y pertenecientes al Escuadrón n.º 274 de la RAF. Este grupo perdió tres cazas en un combate contra treinta Bf 109, MC 200 y MC 202. |
| 31                      | 10 de diciembre de 1941  | 08:50                                                                                                 | P-40 al sudeste de El Adem. La victoria la obtuvo contra un Tomahawk IIB (designación inglesa para el P-40B) del Escuadrón n.º 2 de la SAAF. El piloto del avión derribado era el teniente B. G. S. Enslin que resultó ileso. |
| 32                      | 11 de diciembre de 1941  | 09:30                                                                                                 | P-40 al sudeste de Tmimi. El avión era un Tomahawk IIB, AK457, del Escuadrón n.º 250 de la RAF. El piloto era el sargento M. A. Canty al que se le dio como desaparecido en combate. |
| 33-34                   | 13 de diciembre de 1941  | 16:00 16:10                                                                                           | Dos P-40 uno al noreste de Martuba y el otro al noreste de Tmimi. Uno de los oponentes derribados fue un Tomahawk IIB, AM384 del Escuadrón n.º 3 de la RAAF pilotado por el oficial de vuelo Tommy Trimble que resultó herido y tuvo que hacer un aterrizaje forzoso. |
| 35-36                   | 17 de diciembre de 1941  | 11:10 11:28                                                                                           | Dos P-40, uno al oesnoroeste de Martuba y el otro al sudeste de Derna. El grupo de Marseille combatió contra una formación de Hurricane que no han sido bien identificados y pertenecientes al Escuadrón n.º 1 de la SAAF, estaban en misión de escolta para ocho Bristol Blenheim del Escuadrón n.º 14 y del n.º 84 de la RAF. Los sudafricanos sufrieron graves pérdidas a manos de doce Bf 109. Tres Hurricane se hicieron constar como desaparecidos, un cuarto fue abatido, un quinto sufrió un choque en el aire y un sexto aterrizó sufriendo graves daños. El I. / JG 27 dijo haber logrado cinco derribos en este combate. |
| – 1942 –                |                          | | |
| 37-40                   | 8 de febrero de 1942     | 08:22 08:25                                                                                           | Cuatro P-40, uno al estenoreste de Martuba, otro al norte de Martuba, un tercero al noroeste de Bomba Bay y el cuarto sobre el mar al noreste de Bomba Bay. El primer combate tuvo lugar directamente sobre el aeródromo de Martuba. La primera victoria fue el derribo del sargento Hargreaves, que aterrizó de panza con su caza y fue hecho prisionero. El tercer derribo de Marseille, al parecer fue erróneamente identificado como un P-40. Es más probable que el avión fuese un Hurricane IIB, Z5312, del Escuadrón n.º 73 de la RAF pilotado por el sargento de vuelo Alwyn Sands (RAAF) pues también hizo un aterrizaje forzoso. Su derribo número cuarenta fue probablemente el avión del sargento A.T. Tonkin del Escuadrón n.º 112 que resultó muerto. |
| 37-40                   | 8 de febrero de 1942     | 14:20 14:30                                                                                           | Cuatro P-40, uno al estenoreste de Martuba, otro al norte de Martuba, un tercero al noroeste de Bomba Bay y el cuarto sobre el mar al noreste de Bomba Bay. El primer combate tuvo lugar directamente sobre el aeródromo de Martuba. La primera victoria fue el derribo del sargento Hargreaves, que aterrizó de panza con su caza y fue hecho prisionero. El tercer derribo de Marseille, al parecer fue erróneamente identificado como un P-40. Es más probable que el avión fuese un Hurricane IIB, Z5312, del Escuadrón n.º 73 de la RAF pilotado por el sargento de vuelo Alwyn Sands (RAAF) pues también hizo un aterrizaje forzoso. Su derribo número cuarenta fue probablemente el avión del sargento A.T. Tonkin del Escuadrón n.º 112 que resultó muerto. |
| 41-44                   | 12 de febrero de 1942    | 13:30 13:32 13:33 13:36                                                                               | Tres P-40 y un Hurricane al noroeste de Tobruk. Los Hurricane pertenecían al Escuadrón n.º 274 de la RAF. Esta unidad perdió en combate aéreo con cuatro cazas Bf 109 en las proximidades de Tobruk los siguientes aviones: sargento R. W. Henderson que se estrelló al sur de Tobruk, el sargento Parbury saltó de su avión en paracaídas; ambos resultaron heridos. El oficial piloto S. E. van der Kuhle se estrelló con su Hurricane IIA DG616 en el mar. El teniente de vuelo Smith (Hurricane IIB BD821) no regresó de esta misión y se le dio por desaparecido en combate. |
| 45-46                   | 13 de febrero de 1942    | 09:20 09:25                                                                                           | Dos Hurricane al sudeste de Tobruk. Los adversarios de Marseille fueron siete Hurricane del Escuadrón n.º 1 de la SAAF y del Escuadrón n.º 274 de la RAF. Esos dos aviones fueron derribados en un combate aéreo contra tres cazas Bf 109 cerca de Tobruk. El I./JG 27 reclamó tres derribos en este combate. Derribó el caza del teniente Le Roux; el sudafricano se estrelló con su Hurricane en llamas, pudo escapar aunque resultó herido. |
| 47-48                   | 15 de febrero de 1942    | 13:00 13:03                                                                                           | Dos P-40 al sudeste de Gambut. Estos Kittyhawk (denominación dada en la RAF al P-40D estadounidense) pertenecían al Escuadrón n.º 3 de la RAAF, y operaban desde el aeródromo de Gambut. Fueron atacados por dos Bf 109 mientras despegaban. El primer avión derribado por Marseille fue el Kittyhawk I AK594 del oficial piloto P. J. "Tommy" Briggs, saltó desde una altura de 100 m y resultó herido. El segundo derribo fue el del Kittyhawk I AK605 del sargento de vuelo F. B. (Frank) Reid, que murió al estrellarse contra el suelo. |
| 49-50                   | 21 de febrero de 1942    | 12:10 12:18                                                                                           | Dos P-40 al oeste de Acroma. Los oponentes de Marseille fueron 11 Kittyhawk I del Escuadrón n.º 112 de la RAF que perdió tres aparatos en un combate aéreo contra seis Bf 109. El I./JG 27 informó haber conseguido tres derribos en este combate. |
| 51-52                   | 27 de febrero de 1942    | 12:00 12:12                                                                                           | Dos P-40 al estenoreste de Fort Acroma. Probablemente eran Mk I Kittyhawk pertenecientes al Escuadrón n.º 3 del RAAF, el sargento Roger Jennings, volaba en el AK665, murió al estrellarse intentando aterrizar; el oficial piloto R. C. (Dick) Hart volaba en el AK689, saltó de su avión y regresó a su unidad. |
| 53-54                   | 25 de abril de 1942      | 10:06 10:09                                                                                           | Dos P-40, uno al norte del aeródromo italiano de Ain el Gazala y otro sobre el mar, al norte de Ain el Gazala. Sus oponentes fueron aviones Kittyhawk I del Escuadrón n.º 260 de la RAF y Tomahawk IIB del Escuadrón n.º 2 de la SAAF. Estos escuadrones sufrieron las siguientes pérdidas en el combate: tres Tomahawk y un Kittyhawk desaparecidos (un piloto regresó herido más tarde), dos Kittyhawk y dos Tomahawk estrellados al aterrizar tras el combate aéreo, uno gravemente dañado y otro Kittyhawk con daños menores. En el lado alemán, el I.JG 27 informó haber derribado cinco P-40 y el II./JG 27 informó de tres P-40 derribados. El informe del combate indica que los cazas que se enfrentaron a Marseille eran Kittyhawk del Escuadrón n.º 260 de la RAF. |
| 55-56                   | 10 de mayo de 1942       | 09:13 09:15                                                                                           | Dos Mk I Hurricane al sudeste del aeródromo de Martuba. Los Hurricane eran del Escuadrón n.º 40 de la SAAF y estaban en una misión de patrulla. Ambos pilotos, el capitán Cobbledick y el teniente Flesker fueron dados por desaparecidos en la misión. La primera victoria fue un Hurricane I, número de serie Z4377. |
| 57-58                   | 13 de mayo de 1942       | 10:10 10:15                                                                                           | Dos P-40, uno al sudeste de Ain el Gazala y el otro sobre la bahía de Gazala. En esta ocasión, 12 Kittyhawk Mk I del Escuadrón n.º 3 de la RAAF fueron atacados por dos Bf 109 que venían del sol. El oficial piloto H. G. (Graham) Pace, que volaba en el Kittyhawk I AL172, murió al recibir un balazo en la cabeza. El sargento Colin McDiarmid saltó herido de su Kittyhawk I AK855. El oficial de vuelo Geoff Chinchen informó que había dañado un Messerchmitt, y se sabe que el avión de Marseille recibió en esta ocasión impactos de bala en el depósito de gasolina y en la hélice. |
| 59-60                   | 16 de mayo de 1942       | 18:05 18:15                                                                                           | Dos P-40, uno al este de Ain el Gazala y otro al este de Fort Acroma. Tras la primera acción, el sargento E. V. Teede del Escuadrón n.º 3 de la RAAF hizo un aterrizaje forzoso con su Mk I Kittyhawk, AL120, que iba ardiendo, al oeste de El Adem y volvió a su unidad ileso. En el segundo combate participaron cuatro Kittyhawk Mk I del Escuadrón n.º 450 de la RAAF. El oficial piloto Dudley Parker saltó y resultó ileso. Su avión de caza, AK697, tras quedar sin piloto, se estrelló contra el Kittyhawk AK604 pilotado por el sargento W. J. Metherall. Ambos aviones se destruyeron en el choque muriendo Metherall en ese lance. Marseille solo vio cómo Parker saltaba de su avión y por lo tanto, al no ver el choque, solo reclamó dos derribos. |
| 61-62                   | 19 de mayo de 1942       | 07:20                                                                                                 | Dos P-40 al sur y al sudoeste de Fort Acroma. Fueron Kittyhawk del Escuadrón n.º 450 de la RAAF. El Kittyhawk I AK842, pilotado por el sargento de vuelo Ivan Young, recibió disparos en su motor y salió ileso del aterrizaje de emergencia que realizó, su avión quedó destrozado y ardió. El joven piloto se las arregló para volver a las líneas aliadas. |
| 61-62                   | 19 de mayo de 1942       | 07:30                                                                                                 | Dos P-40 al sur y al sudoeste de Fort Acroma. Fueron Kittyhawk del Escuadrón n.º 450 de la RAAF. El Kittyhawk I AK842, pilotado por el sargento de vuelo Ivan Young, recibió disparos en su motor y salió ileso del aterrizaje de emergencia que realizó, su avión quedó destrozado y ardió. El joven piloto se las arregló para volver a las líneas aliadas. |
| 63-64                   | 23 de mayo de 1942       | 11:05 11:06                                                                                           | Dos Douglas Boston al sudeste del puerto de Tobruk. En realidad esos aviones eran bombarderos Martin Baltimore Mk I del Escuadrón n.º 223 de la RAF. Cuatro Baltimore atacaron el aeropuerto de Derna sin llevar escolta de cazas y tres de ellos (AG703, AG708 y AG717) fueron derribados. El cuarto bombardero tuvo que hacer un aterrizaje forzoso en su vuelo de regreso. El I./JG 27 reclamó cuatro victorias aéreas ese día. |
| 65                      | 30 de mayo de 1942       | 06:05                                                                                                 | P-40 al noroeste de El Adem. Los adversarios de Marseille fueron veinte Kittyhawk Mk I del Escuadrón n.º 250 de la RAF y del Escuadrón n.º 450 de la RAAF. Fueron atacados por cuatro Bf 109 entre Tobruk y El Adem. El Kittyhawk I AK705 del Escuadrón n.º 250 de la RAF empezó a arder y se estrelló. El sargento Graham Buckland (RAAF) saltó, pero su paracaídas falló al abrirse. |
| 66-68                   | 31 de mayo de 1942       | 07:26 07:28 07:34                                                                                     | Tres P-40 al oeste de Bir-el Harmat y al sudoeste de Fort Acroma. Probablemente pertenecían al Escuadrón n.º 5 de la SAAF; uno de los pilotos era el mayor Andrew Duncan (5,5 derribos), resultó muerto. |
| 69                      | 1 de junio de 1942       | 19:15                                                                                                 | Un P-40 al sudoeste de Mteifel Chebir. Posiblemente, los aviones aliados involucrados en el combate eran Kittyhawk I del Escuadrón n.º 112 de la RAF. Está unidad perdió al oficial piloto Collet ese día, pero se desconoce cuándo y dónde desapareció. El I./JG 27 reclamó dos victorias aérea en la misión de esa tarde. |
| 70-75                   | 3 de junio de 1942       | 12:22 12:25 12:27 12:28 12:29 12:33                                                                   | Seis Tomahawk Mk IIB en las proximidades de Bir Hacheim. Se le confirmaron seis derribos en once minutos de combate, todos ellos Tomahawk Mk IIB del Escuadrón n.º 5 de la SAAF. Los sudafricanos entablaron combate con varios Ju 87 y Bf 109 cerca de Bir Hacheim. Entre los aviones que perdieron los sudafricanos hubo cuatro Tomahawk derribados (Tomahawk IIB AK384, AK421, AM401 y AN262) y dos Tomahawk gravemente dañados. Robin Pare murió en esa acción; el capitán RL Morrison, el teniente VS Muir y el segundo teniente C. A. Douglas Golding resultaron heridos. El segundo teniente M. Martin hizo un aterrizaje de emergencia en la fortaleza de Bir Hacheim y pudo regresar a su unidad. El capitán Louis C. Botha hizo un aterrizaje forzoso en Gambut. Tres de los pilotos derribados por Marseille eran ases de la Fuerza Aérea Sudafricana (SAAF): Douglas Golding, Robin Pare y Louis C. Botha. |
| 76-77                   | 7 de junio de 1942       | 16:10                                                                                                 | Dos P-40 al sudoeste y al noreste de El Adem. Los adversarios de Marseille fueron dos cazas Kittyhawk Mk I del Escuadrón n.º 2 de la SAAF. Ambos aviones, (AK611y AK628), fueron derribados en el combate. El teniente Frewen saltó de su avión en llamas y salió ileso. El teniente Leonard James Peter Berrangé murió en la acción. |
| 76-77                   | 7 de junio de 1942       | 16:13                                                                                                 | Dos P-40 al sudoeste y al noreste de El Adem. Los adversarios de Marseille fueron dos cazas Kittyhawk Mk I del Escuadrón n.º 2 de la SAAF. Ambos aviones, (AK611y AK628), fueron derribados en el combate. El teniente Frewen saltó de su avión en llamas y salió ileso. El teniente Leonard James Peter Berrangé murió en la acción. |
| 78-81                   | 10 de junio de 1942      | 07:35 07:41 07:45 07:50                                                                               | Cuatro Curtiss P-40 cerca de Mteifel Chebir. Entre sus oponentes había 24 Hurricane del Escuadrón n.º 73 de la RAF y del Escuadrón n.º 213 de la RAF. Estos dos escuadrones perdieron cuatro Hurricane en un combate en las proximidades de Bir Hacheim contra cazas Bf 109. Dado que el II./JG 27 reportó haber participado en un combate aéreo con cuarenta o cincuenta P-40, es muy probable que participaran en la pelea más cazas aliados. Parece seguro que el cuarto avión derribado por Marseille fue el Hurricane IIB BM966 del Escuadrón n.º 213 de la RAF. El oficial piloto A. J. Hancock se estrelló al aterrizar cerca de El Gubbi, tras ser perseguido unos treinta km. En el lado alemán, el I./JG 27 informó de la destrucción de siete P-40 y el II./JG 27 reclamó el derribo de un Hurricane. |
| 82-83                   | 11 de junio de 1942      | 16:25                                                                                                 | Un P-40 al sudeste de Fort Acroma y un Hurricane al noreste de El Adem. Ambos pertenecían al Escuadrón n.º 112 de la RAF que ese día perdió dos cazas Kittyhawk. |
| 82-83                   | 11 de junio de 1942      | 16:35                                                                                                 | Un P-40 al sudeste de Fort Acroma y un Hurricane al noreste de El Adem. Ambos pertenecían al Escuadrón n.º 112 de la RAF que ese día perdió dos cazas Kittyhawk. |
| 84-87                   | 13 de junio de 1942      | 18:10 18:11 18:14 18:15                                                                               | El I./JG 27 afirmó haber derribado cuatro P-40 y un Hurricane cerca de El Adem/Gazala. Marseille reclamó cuatro y el teniente Hans Remmer uno. Esos aviones eran P-40 del Escuadrón n.º 450 de la RAAF; ningún Hurricane se vio involucrado y los aliados solo dieron por perdidos cuatro aparatos, no obstante otros aviones sudafricanos sufrieron graves daños y tuvieron que aterrizar de emergencia en su base. El sargento de vuelo Bill Halliday (AL127) y el sargento de vuelo Roy Stone (RAF) en el AK952 murieron en combate. El oficial piloto Osborne (AL106) se estrelló al aterrizar y acabó siendo licenciado del ejército. |
| 88-91                   | 15 de junio de 1942      | 18:01 18:02 18:04 18:06                                                                               | Se le confirmaron cuatro derribos en cinco minutos, incluido un P-40 cerca de El Adem. La unidad aliada que sufrió los derribos sigue sin identificar. El I./JG 27 confirmó seis victorias en combate contra doce P-40. Un dato que confirma la veracidad de lo afirmado por los alemanes es el "Informe de inteligencia" del Grupo n.º 204 de la RAF que reportó la pérdida de cuatro aviones ese día. |
| 92-95                   | 16 de junio de 1942      | 18:02 18:10 18:11 18:13                                                                               | Cuatro derribos confirmados, todos ellos aviones de caza. El Escuadrón n.º 5 de la SAAF perdió dos: el teniente R. C. Denham murió, y el piloto de la Fuerza Aérea Sudafricana con más derribos obtenidos en la II Guerra Mundial, mayor John Frost, fue dado como desaparecido en combate. |
| 96-101                  | 17 de junio de 1942      | 12:02 12:04 12:05 12:08 12:09                                                                         | A Marseille le confirmaron seis derribos en siete minutos sobre Gambut (convirtiéndose en el 11.º piloto en alcanzar la cifra de 100 derribos). Combatió contra aviones Kittyhawk MK I de los Escuadrones n.º 112 y n.º 250 de la RAF, y contra doce Hurricane Mk IIC del Escuadrón n.º 73 de la RAF. Las dos primeras victorias las obtuvo al derribar a dos Hurricane Mk IIC (BN121 y BN157) del 73 escuadrón. Sus pilotos, el oficial piloto Stone y el sargento de vuelo Goodwin, saltaron en paracaídas y resultaron ilesos. Sus dos siguientes derribos fueron los Hurricane Mk IIC (BN277 y BN456) del mismo escuadrón. Ambos pilotos, el líder del escuadrón Derek Harland Ward y el oficial piloto Woolley murieron en el combate. Sobre su derribo número 100, Marseille dijo que fue un Hurricane, pero parece ser que el avión era un Kittyhawk I, AK586, pilotado por el sargento de vuelo Roy Drew (RAAF) del 112.º escuadrón. Drew se separó de la formación y no regresó. La última victoria del día fue contra el Spitfire Mk IV de reconocimiento BP916, pilotado por el oficial piloto Squires. |
| 96-101                  | 17 de junio de 1942      | 12:12                                                                                                 | A Marseille le confirmaron seis derribos en siete minutos sobre Gambut (convirtiéndose en el 11.º piloto en alcanzar la cifra de 100 derribos). Combatió contra aviones Kittyhawk MK I de los Escuadrones n.º 112 y n.º 250 de la RAF, y contra doce Hurricane Mk IIC del Escuadrón n.º 73 de la RAF. Las dos primeras victorias las obtuvo al derribar a dos Hurricane Mk IIC (BN121 y BN157) del 73 escuadrón. Sus pilotos, el oficial piloto Stone y el sargento de vuelo Goodwin, saltaron en paracaídas y resultaron ilesos. Sus dos siguientes derribos fueron los Hurricane Mk IIC (BN277 y BN456) del mismo escuadrón. Ambos pilotos, el líder del escuadrón Derek Harland Ward y el oficial piloto Woolley murieron en el combate. Sobre su derribo número 100, Marseille dijo que fue un Hurricane, pero parece ser que el avión era un Kittyhawk I, AK586, pilotado por el sargento de vuelo Roy Drew (RAAF) del 112.º escuadrón. Drew se separó de la formación y no regresó. La última victoria del día fue contra el Spitfire Mk IV de reconocimiento BP916, pilotado por el oficial piloto Squires. |
| 102-104                 | 31 de agosto de 1942     | 10:03 10:04                                                                                           | Dos Hurricane por la mañana, al sursudeste de El Alamein y un Spitfire al este de Alam Halfa a las 6:25 p. m. Al parecer uno de los oponentes de Marseille fue el oficial piloto L. E. Barnes. Este saltó de su Hurricane IIC (BP451) y quedó gravemente herido, falleciendo en un hospital de campaña el 12 de septiembre de 1942. |
| 102-104                 | 31 de agosto de 1942     | 18:25                                                                                                 | Dos Hurricane por la mañana, al sursudeste de El Alamein y un Spitfire al este de Alam Halfa a las 6:25 p. m. Al parecer uno de los oponentes de Marseille fue el oficial piloto L. E. Barnes. Este saltó de su Hurricane IIC (BP451) y quedó gravemente herido, falleciendo en un hospital de campaña el 12 de septiembre de 1942. |
| 105-121                 | 1 de septiembre de 1942  | 08:26 08:28 08:35 08:39 10:55 10:56 10:58 10:59 11:01 11:02 11:03 11:05 17:47 17:48 17:49 17:50 17:53 | A Marseille se le acreditaron diecisiete derribos en tres salidas distintas sobre El Taqua, Alam Halfa y Deir el Raghat. Sus adversarios en la primera misión de la mañana fueron Hurricane MK II del Escuadrón n.º 1 de la SAAF y del Escuadrón n.º 238 de la RAF, así como Spitfire Mk V del Escuadrón n.º 9 de la RAF. Un sudafricano, el teniente Bailey, resultó herido en un aterrizaje forzoso, mientras que el mayor P. R. C. Metelerkamp logró volar de regreso a su base con el avión muy dañado. El oficial piloto I. W. (Ian) Matthews del escuadrón 238 resultó muerto. El oficial piloto Bradley-Smith (92 escuadrón) saltó en paracaídas de su aparato en llamas, era el Spitfire VC BR474. Bradley-Smith salió ileso. Entre los adversarios de Marseille durante el combate del mediodía, estuvieron los Tomahawk Mk IIB del Escuadrón n.º 5 de la SAAF y los Kittyhawk Mk I del Escuadrón n.º 2 de la SAAF, al que habían sido destinados varios pilotos del Grupo de caza n.º 57 de la USAAF. El teniente Stearns resultó herido al hacer un aterrizaje forzoso con su P-40. El teniente Morrison (Kittyhawk I, ET575) desapareció en el combate, el teniente W. L. O. Moon saltó de su Kittyhawk I, EV366 y resultó ileso. El teniente G. B. Jack también desapareció en la lucha. En el combate de la tarde, sus oponentes fueron los Hurricane del Escuadrón n.º 213 de la RAF, reclamó cinco derribos. Su victoria confirmada número 117 fue sobre un Hurricane Mk IIB, BN273. El piloto, sargento A. Garrod, saltó de su avión resultando ileso. |
| 122-124                 | 2 de septiembre de 1942  | 09:16 09:18 09:24 15:18 15:21                                                                         | Durante la mañana derribó dos P-40 y un Spitfire al sur de Imayid y por la tarde dos P-40 al sudeste de El Alamein. Los oponentes de Marseille en el combate de la mañana fueron los Kittyhawk Mk I del Escuadrón n.º 2 de la SAAF, en el que había pilotos del Grupo de cazas n.º 57, y Hurricane Mk II del Escuadrón n.º 33 de la RAF. Uno de los derribos fue el del avión del teniente Mac M. McMarrell (USAAF) que resultó herido en la lucha y tuvo que hacer un aterrizaje forzoso. Parece seguro que uno de los derribos de Marseille, identificado erróneamente, era el Hurricane del oficial piloto G. R. Dibbs, fue dado por desaparecido. El grupo de aviones contra los que peleó por la tarde, estaba formado por Tomahawk Mk IIB del Escuadrón n.º 5 de la SAAF. Marseille también derribó al teniente E. H. O. Carman (Tomahawk IIB AM390) y al teniente J. Lindbergh (Tomahawk Mk IIB, AM349) dados como desaparecidos en combate. |
| 127-132                 | 3 de septiembre de 1942  | 07:20 07:23 07:28 15:08 15:10 15:42                                                                   | Reclamó el derribo, a primeras horas de la mañana, de dos Spitfire y de un P-40 cerca de El Hammam, y de dos P-40 cerca de El Imayid durante la tarde. Derribó un P-40 más al sursudeste de El Alamein casi anocheciendo. Los adversarios de Marseille en el primer combate de la mañana fueron veinticuatro Hurricane Mk II de los Escuadrones n.º 127 y n.º 274 de la RAF, quince Kittyhawk Mk I del Escuadrón n.º 260 de la RAF y de los Escuadrones n.º 2 y n.º 4 de la SAAF, y ocho Spitfire Mk V del Escuadrón n.º 145 de la RAF. Varios pilotos norteamericanos del Grupo de Caza n.º 57 iban pilotando alguno de los aviones mencionados. El piloto del primer avión destruido por Marseille saltó en paracaídas y hay datos que indican que era el sargento M. Powers del escuadrón 145 (Spitfire VB AB349), este piloto resultó herido en el enfrentamiento. Los dos P-40 estaban pilotados por W/O Stan Bernier del escuadrón 260, que resultó muerto, y por el teniente Ryneke del Escuadrón n.º 2 de la SAAF. |
| 133-136                 | 5 de septiembre de 1942  | 10:48                                                                                                 | Le fueron confirmados cuatro derribos cerca de Ruweisaty El Taqua. A Marseille se le había estropeado un cañón. El teniente de vuelo Canham y el oficial piloto Bicksler, del Escuadrón n.º 145 de la RAF, fueron derribados, saltando a tiempo en paracaídas de sus Spitfire V. Es casi seguro que uno de ellos fue el primer derribo de Marseille. Los Kittyhawk Mk I del Escuadrón n.º 112 de la RAF y los del Escuadrón n.º 450 de la RAAF también se vieron envueltos en el combate. |
| 133-136                 | 5 de septiembre de 1942  | 10:49 10:51 11:00                                                                                     | Le fueron confirmados cuatro derribos cerca de Ruweisaty El Taqua. A Marseille se le había estropeado un cañón. El teniente de vuelo Canham y el oficial piloto Bicksler, del Escuadrón n.º 145 de la RAF, fueron derribados, saltando a tiempo en paracaídas de sus Spitfire V. Es casi seguro que uno de ellos fue el primer derribo de Marseille. Los Kittyhawk Mk I del Escuadrón n.º 112 de la RAF y los del Escuadrón n.º 450 de la RAAF también se vieron envueltos en el combate. |
| 137-140                 | 6 de septiembre de 1942  | 17:03 17:14 17:16 17:20                                                                               | Tres P-40 y un Spitfire al sur de El Alamein. Entre los adversarios de Marseille había ocho Kittyhawk Mk I del Escuadrón n.º 260 de la RAF, Tomahawk Mk IIB del Escuadrón n.º 5 de la SAAF que llevaban pilotos del Grupo de Caza n.º 5 norteamericano y del Escuadrón de Cazas n.º 64 también norteamericano. El escuadrón 260 perdió un Kittyhawk y un segundo caza fue dañado. El Escuadrón n.º 5 de la SAAF informó haber perdido cuatro aviones y un cuarto Tomahawk resultó tan dañado que no pudo repararse. El Escuadrón n.º 7 de la SAAF perdió cinco Hurricane. Se desconoce si los norteamericanos reportaron alguna pérdida. El I./JG 27 reclamó cinco derribos en combate contra aviones P-40; el II./JG 27 informó haber participado en un combate con veintitrés P-40, reclamando un derribo. El III./JG 53 reclamó el derribo de un P-40 en un combate contra doce P-40 y seis Spitfire. La víctima del derribo n.º 137 de Marseille fue el oficial piloto Dick Dunbar, a quien se dio por desaparecido después de esa acción. |
| 141-142                 | 7 de septiembre de 1942  | 17:43                                                                                                 | Dos P-40 al sudeste de El Alamein y al sudoeste de El Hammam. Sus oponentes fueron los Kittyhawk Mk I de los Escuadrones n.º 4 y n.º 5 de la SAAF. Los sudafricanos perdieron dos Tomahawk y un Kittyhawk. Dos Tomahawk más y un Kittyhawk fueron dañados en el combate. El I./JG 27 reclamó cuatro derribos en este encuentro. |
| 141-142                 | 7 de septiembre de 1942  | 17:45                                                                                                 | Dos P-40 al sudeste de El Alamein y al sudoeste de El Hammam. Sus oponentes fueron los Kittyhawk Mk I de los Escuadrones n.º 4 y n.º 5 de la SAAF. Los sudafricanos perdieron dos Tomahawk y un Kittyhawk. Dos Tomahawk más y un Kittyhawk fueron dañados en el combate. El I./JG 27 reclamó cuatro derribos en este encuentro. |
| 143-144                 | 11 de septiembre de 1942 | 07:40 07:42                                                                                           | Dos P-40 al sudeste de El Alamein y al oesudoeste de Imayid. Los aviones a los que se enfrentó Marseille eran principalmente Hurricane II de los Escuadrones n.º 33 y n.º 213 de la RAF. El 213 informó haber perdido el Hurricane IIC BP381. El sargento de vuelo S. R. Fry fue derribado. El I./JG 27 informó haber participado en un combate con veinte cazabombarderos, un dato que apunta más a los Hurricane que a los Spitfire V de los Escuadrones n.º 145 y n.º 601 de la RAF, estos combatieron su la vez con aviones Ju 87 y Bf 109. |
| 145-151                 | 15 de septiembre de 1942 | 16:51 16:53 16:54 16:57 16:59 17:01 17:02                                                             | Le fueron confirmados siete derribos en combate contra P-40, lo hizo en once minutos. El JG 27 reportó haber participado en un combate con treinta y seis Kittyhawk, los 18 Bf 109 del I./JG 27 reclamaron diez derribos en este encuentro, todos sobre territorio controlado por los alemanes. Un grupo de 15 Bf 109 del II./JG 27 reclamó un derribo y otro grupo de diez Bf 109 del III./JG 27 reclamó el derribo de ocho P-40 y de un Spitfire, cuatro de ellos sobre territorio alemán. Sin embargo, los documentos de los escuadrones aliados envueltos en esas acciones: Escuadrones n.º 3 y n.º 450 de la RAAF y los Escuadrones n.º 112 y n.º 250 de la RAF (además de un ala del n.º 239), muestran que el total de sus pérdidas debidas a la acción del enemigo ese día fue solo de cinco P-40. Uno de los pilotos de los P-40 derribados fue el sargento Peter Ewing (del n.º 450), que saltó de su avión y fue capturado, siendo huésped del I./JG 27 durante un día. El sargento Gordon Scribner (Kiityhawk EV322 CV-I del n.º 3) murió en este combate. Informes de pérdidas adicionales incluyen: Jack Donald (n.º 3), cuyo Kittyhawk EV345 perdió su alerón incendiándose el aparato, pudo saltar y fue a aterrizar sobre una tienda comedor de los italianos, siendo hecho prisionero; Sargento Cedric Young del n.º 112 y perteneciente a la Real fuerza aérea de Nueva Zelanda que fue derribado por fuego antiaéreo; los pilotos Thorpe (del n.º 250) y Strong (del n.º 450), fueron ambos hechos también prisioneros de guerra. El sargento Ken Bee (del n.º 3) fue herido en acción, pero pudo pilotar con el avión dañado hasta su base, al igual que el oficial piloto Keith Kildey, con graves daños producidos por disparos de cañón. |
| 152-158                 | 26 de septiembre de 1942 | 09:10 09:13 09:15 09:16                                                                               | Siete derribos cerca de El Daba y al sur de El Hammam, tres de ellos eran Spitfire. Los adversarios de Marseille en la misión de la mañana fueron Hurricane Mk II de los Escuadrones n.º 33 y n.º 213 de la RAF, además de ocho Spitfires Mk V del Escuadrón n.º 92 de la RAF. Parece seguro que su primer derribo fue identificado erróneamente, correspondía al Hurricane IIC, BN186, manejado por el oficial piloto Luxton, cuyo avión se estrelló contra el suelo. Su último derribo fue el oficial piloto Turvey, que saltó de su Spitfire VC, BR494. Los adversarios de Marseille en el combate de la tarde incluían a once Spitfire de los Escuadrones n.º 145 y n.º 601 de la RAF. |
| 152-158                 | 26 de septiembre de 1942 | 15:56                                                                                                 | Siete derribos cerca de El Daba y al sur de El Hammam, tres de ellos eran Spitfire. Los adversarios de Marseille en la misión de la mañana fueron Hurricane Mk II de los Escuadrones n.º 33 y n.º 213 de la RAF, además de ocho Spitfires Mk V del Escuadrón n.º 92 de la RAF. Parece seguro que su primer derribo fue identificado erróneamente, correspondía al Hurricane IIC, BN186, manejado por el oficial piloto Luxton, cuyo avión se estrelló contra el suelo. Su último derribo fue el oficial piloto Turvey, que saltó de su Spitfire VC, BR494. Los adversarios de Marseille en el combate de la tarde incluían a once Spitfire de los Escuadrones n.º 145 y n.º 601 de la RAF. |
| 152-158                 | 26 de septiembre de 1942 | 15.59 16:10                                                                                           | Siete derribos cerca de El Daba y al sur de El Hammam, tres de ellos eran Spitfire. Los adversarios de Marseille en la misión de la mañana fueron Hurricane Mk II de los Escuadrones n.º 33 y n.º 213 de la RAF, además de ocho Spitfires Mk V del Escuadrón n.º 92 de la RAF. Parece seguro que su primer derribo fue identificado erróneamente, correspondía al Hurricane IIC, BN186, manejado por el oficial piloto Luxton, cuyo avión se estrelló contra el suelo. Su último derribo fue el oficial piloto Turvey, que saltó de su Spitfire VC, BR494. Los adversarios de Marseille en el combate de la tarde incluían a once Spitfire de los Escuadrones n.º 145 y n.º 601 de la RAF. |

Los 151 derribos logrados por Marseille en el Norte de África incluyen:

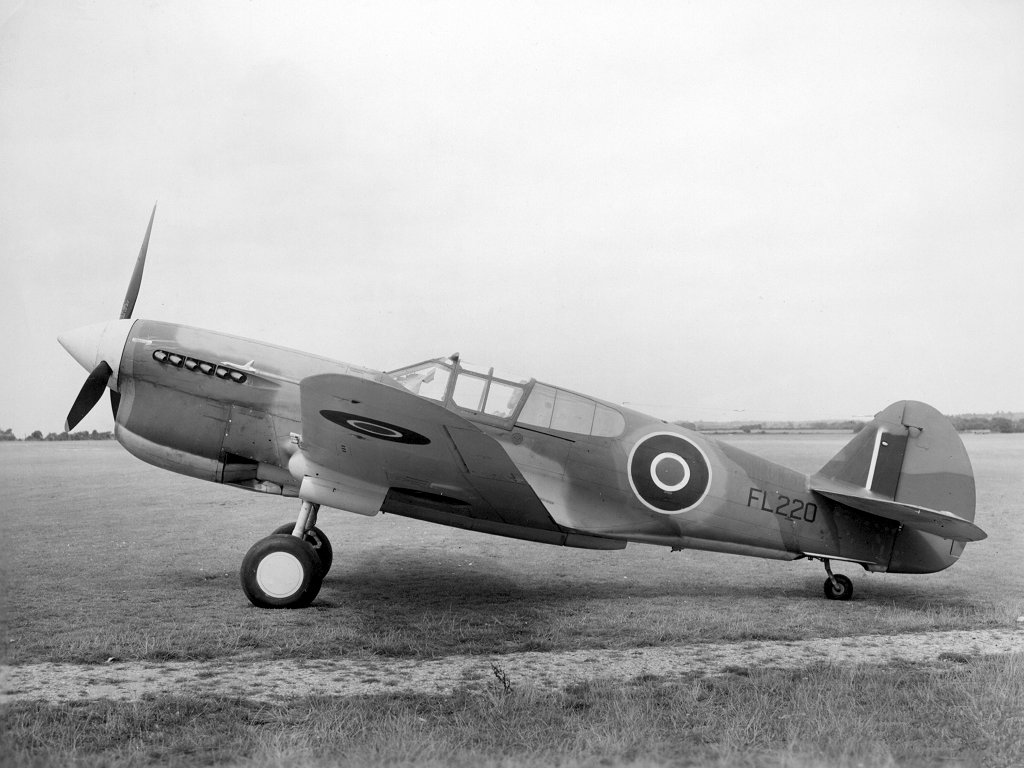
Curtiss P-40 Kittyhawk Mk II.

- 101 cazas Curtiss P-40 Tomahawk y Kittyhawk;
- 30 cazas Hawker Hurricane;
- 16 cazas Supermarine Spitfire;
- Dos bombarderos Martin Baltimore A-30;
- Un bombardero Bristol Blenheim, y
- Un bombardero Martin Maryland.

El Archivo Nacional Alemán contiene documentos sobre 109 derribos de Marseille. Walter Wübbe, biógrafo de Marseille, ha hecho un intento para vincular estos registros con los documentos de los escuadrones aliados siempre que fuese posible, llegando a intentar averiguar los pilotos afectados con el fin de verificar al máximo las confirmaciones de los derribos.
Algunas serias discrepancias entre los documentos de los escuadrones aliados y los archivos alemanes han llevado a algunos historiadores y también a pilotos aliados veteranos a cuestionar la exactitud de las confirmaciones oficiales alemanas de los derribos de Marseille, y además también los del JG/27 en su conjunto. La atención se ha centrado más en los veintiséis derribos reclamados por el JG/27 el 1 de septiembre de 1942, de los cuales diecisiete fueron reclamados por Marseille. Otro biógrafo, Franz Kurowski, afirma que veinticuatro de las veintiséis victorias fueron verificadas tras la guerra en los archivos de los aliados. Un historiador de la USAF, el mayor Robert Tate dice: «Durante años, muchos historiadores y militaristas británicos se negaron a admitir que hubiesen perdido ni tan siquiera un avión ese día en el Norte de África. Una cuidadosa revisión de los archivos muestra sin embargo que los británicos y los sudafricanos perdieron más de diecisiete aviones ese día, y en el área en que operó Marseille». Tate también revela que fueron derribados veinte cazas monomotores de la RAF y un caza bimotor, y que varios otros fueron gravemente dañados; también uno de los nuevos P-40 de la USAF fue derribado. Sin embargo, Tate revela que solo un 65-70 por ciento de los derribos de Marseille tienen corroboración, lo que indica que cincuenta de las victorias reclamadas por él no eran auténticos derribos. Christopher Shores y Hans Ring también apoyan las conclusiones de Tate. El historiador británico Stephen Bungay da una cifra de veinte aviones aliados perdidos ese día.
Sin embargo, las reivindicaciones del 15 de septiembre de 1942 plantean serias dudas tras un primer estudio detallado de los registros de cada uno de los escuadrones aliados realizado por el historiador australiano Russell Brown. Además, Brown, también detalla varias veces en las que Marseille no pudo haber derribado el número de aviones que dijo en sus reclamaciones.
Stephan Bungay ha señalado la escasa utilidad militar que tenía el derribar los cazas de la DAF, en lugar de derribar a los bombarderos que, a mediados de 1942, estaban perjudicando gravemente el esfuerzo bélico de las fuerzas del Eje, sobre todo con sus ataques a las rutas y convoyes de aprovisionamiento. En relación con los hechos del 1 de septiembre de 1942, Bungay señala que aunque Marseille hubiese derribado ese día quince de los diecisiete aviones que reclamó «el resto de los 100 o más pilotos de caza alemanes habrían derribado tan solo cinco aviones entre todos ellos. Los británicos [sic] no perdieron bombarderos». Durante este período, los británicos solo perdieron unos pocos bombarderos, y todos ellos fueron derribados por la defensa antiaérea, las pruebas demuestran que Rommel se vio forzado a actuar a la defensiva debido a la destrucción producida por los bombarderos de la DAF en sus fuerzas y aprovisionamientos.

## Resumen de su carrera

### Condecoraciones
| 1 de febrero de 1940:     | Flugzeugführerabzeichen (Insignia de piloto). |
| 9 de septiembre de 1940:  | Cruz de Hierro de segunda clase por dos victorias aéreas. |
| 17 de septiembre de 1940: | Cruz de hierro de primera clase por cuatro victorias aéreas. |
| 3 de noviembre de 1941:   | Ehrenpokal der Luftwaffe (Copa de honor de la Luftwaffe). |
| 24 de noviembre de 1941:  | Cruz Alemana en Oro (el primer piloto alemán en recibir esta condecoración en África.) por haber conseguido veinticinco derribos. Después de regresar de un combate en el que reclamó sus derribos n.º 35 y n.º 36 la condecoración le fue impuesta por el Generalfeldmarschall Albert Kesselring el 17 de diciembre de 1941. |
| 22 de febrero de 1942:    | 416ª Cruz de Caballero en la Luftwaffe por lograr cuarenta y seis derribos. En esa época la recompensa se entregaba oficialmente al llegar a los cincuenta derribos.< El Generalfeldmarschall Albert Kesselring impuso la medalla a Marseille y al Oberfeldwebel Otto Schulz (4./JG 27). Desafortunadamente no hay disponible ninguna fotografía del acto. También fue recompensado por esas fechas por los italianos con la Medalla de Plata al Valor Militar por su valentía (Medaglia d'Argento al Valor Militare).                                                                             |
| 1 de mayo de 1942:        | Ascenso anticipado a Oberleutnant. |
| 6 de junio de 1942:       | Se convirtió en el 97.º militar alemán al que concedieron las Hojas de Roble para la Cruz de Caballero por lograr 75 derribos. Las Hojas de Roble nunca le fueron entregadas a Marseille porque pocos días más tarde fue recompensado con las Espadas y las Hojas de Roble. |
| 18 de junio de 1942:      | 12.º militar alemán recompensado con las Espadas para la Cruz de Caballero con Hojas de Roble por lograr 100 derribos, se la impuso Hitler el 28 de junio de 1942 en el Cuartel general del Führer "Guarida del lobo" en Rastenburg. |
| Agosto de 1942:           | Condecorado con la Insignia Combinada Piloto-Observador en Oro con Diamantes (impuesta por el Reichsmarschall Hermann Göring). |
| 6 de agosto de 1942:      | Recompensado con la más alta condecoración italiana al valor, Medaglia d'Oro, (se la impuso Benito Mussolini en Roma el 13 de agosto). |
| 3 de septiembre de 1942:  | Se convirtió en el cuarto militar alemán condecorado con los Diamantes para la Cruz de Caballero con Hojas de Roble y Espadas. Los Diamantes se hicieron especialmente para él según un diseño del propio Hitler. Hitler había decidido imponerle personalmente la condecoración algo más tarde ese mismo año. Sin embargo la muerte de Marseille lo impidió. No está claro por qué los Diamantes nunca fueron entregados a la familia de Marseille después de su desaparición, como se prevé en Reichsgesetzblatt I S. 1573 Artículo 7 (Ley alemana de 1939 de concesión de la Cruz de Caballero) |
| 16 de septiembre de 1942: | Ascenso anticipado a Hauptmann, en ese momento era el capitán más joven de la Luftwaffe. |
| 7 de junio de 1943:       | África Ärmelstreifen (Cinta del puño), a título póstumo. |
| 30 de noviembre de 1962:  | El ministro italiano de Defensa Giulio Andreotti pagó de una sola vez a los familiares de Marseille (y a los familiares de Joachim Müncheberg) el importe de la pensión, 1.500 marcos alemanes. DM. |
| ---                       | Frontflugspange. Broche de vuelo de la Luftwaffe en Oro con Señal "300" (broche entregado en función del número de misiones) |
| ---                       | Mencionado seis veces en el Wehrmachtbericht, informe diario del OKW. |

### Menciones en el Wehrmachtbericht
El Wehrmachtbericht fue un boletín diario realizado y presentado por el Oberkommando der Wehrmacht (OKW) respecto a la situación militar en todos los frentes. El primer boletín se hizo el 1 de septiembre de 1939 y el último el 9 de mayo de 1945. 
Las menciones de personas o unidades militares en el Wehrmachtbericht se consideraban un alto honor militar y por ello eran muy estimadas. 
| Fecha                               | Texto original del Wehrmachtbericht en alemán | Traducción del inglés |
| ----------------------------------- | --- | --- |
| Jueves, 4 de junio de 1942          | Hauptmann Müncheberg errang am 2. Juni seinen 80., Oberleutnant Marseille am 3. Juni in Nordafrika seinen 70. bis 75. Luftsieg. | El Hauptmann Müncheberg se anotó el 2 de junio su 80.º derribo, el Oberleutnant Marseille el 3 de junio en el Norte de África sus derribos del 70.º al 75.º. |
| Viernes, 12 de junio de 1942        | Oberfeldwebel Steinbatz errang an der Ostfront seinen 95. Oberleutnant Marseille in Nordafrika seinen 78. bis 81. Luftsieg. | El Oberfeldwebel Steinbatz se anotó su 95.º derribo en el Frente Oriental, el Oberleutnant Marseille, en el Norte de África, se anotó cuatro victorias aéreas pasando de 78 a 81 derribos. |
| Jueves, 18 de junio de 1942         | Oberleutnant Marseille schoß in Nordafrika innerhalb vierundzwanzig Stunden zehn feindliche Flugzeuge ab und erhöhte damit die Zahl seiner Luftsiege auf 101. | El Oberleutnant Marseille, en el Norte de África, derribó en 24 horas 10 aviones enemigos e incrementó su cuenta de victorias aéreas hasta 101. |
| Viernes, 4 de septiembre de 1942    | Oberleutnant Marseille, Staffelkapitän in einem Jagdgeschwader, errang am 2. September an der ägyptischen Front seinen 125. Luftsieg, nachdem er in Luftkämpfen des vorangegangenen Tages 16(17) britische Gegner bezwungen hatte. | El Oberleutnant Marseille, jefe de escuadrilla (Staffelkapitän) en un ala de cazas, se anotó el 2 de septiembre en el Frente Egipcio su victoria aérea n.º 125 tras derribar a 16 (17) adversarios británicos [sic] el día anterior. |
| Miércoles, 16 de septiembre de 1942 | An der ägyptischen Front errang Oberleutnant Marseille seinen 145. bis 151. Luftsieg. | El Oberleutnant Marseille se anotó sus derribos n.º 145 al 151 en el Frente Egipcio. |
| Jueves, 1 de octubre de 1942        | Hauptmann Hans-Joachim Marseille, Träger der höchsten deutschen Tapferkeitsauszeichnung, fand, unbesiegt vom Feind, auf dem nordafrikanischen Kriegsschauplatz den Fliegertod. Erfüllt von unbändigem Angriffsgeist, hat dieser junge Offizier in Luftkämpfen 158 britische Gegner bezwungen. Die Wehrmacht betrauert den Verlust eines wahrhaft heldenhaften Kämpfers. | El Hauptmann Hans-Joachim Marseille, poseedor de la más alta condecoración alemana al valor, encontró la muerte en el teatro de guerra del Norte de África, no fue derribado por el enemigo. Este joven oficial, cargado de espíritu agresivo, había derribado 158 aviones británicos [sic]. La Wehrmacht está de luto por la pérdida de un verdadero héroe de guerra. |

### Ascensos
Hans-Joachim Marseille se incorporó al servicio militar en la Wehrmacht el 7 de noviembre de 1938. Su primer destino estuvo en Quedlinburg, en el Harz, donde recibió su entrenamiento básico como recluta de la Luftwaffe.
| 7 de noviembre de 1938:  | Flieger (piloto)                                                            |
| 13 de marzo de 1939:     | Fahnenjunker (aspirante a oficial)                                          |
| 1 de mayo de 1939:       | Fahnenjunker-Gefreiter (aspirante a oficial con el grado de cabo)           |
| 1 de julio de 1939:      | Fahnenjunker-Unteroffizier (aspirante a oficial con el grado de suboficial) |
| 1 de noviembre de 1939:  | Fähnrich (alférez)                                                          |
| 1 de marzo de 1941:      | Oberfähnrich (alférez primero)                                              |
| 1 de abril de 1941:      | Leutnant (teniente, con efectos desde el 16 de junio de 1941)               |
| 1 de abril de 1942:      | Oberleutnant (teniente primero, con efectos desde el 8 de mayo de 1942)     |
| 1 de septiembre de 1942: | Hauptmann (capitán, con efectos desde el 19 de septiembre de 1942)          |

### Destinos
Hans-Joachim Marseille, tras haber completado su entrenamiento en la Jagdfliegerschule 5, fue asignado al Ergänzungsjagdgruppe Merseburg estacionado en el aeropuerto de Merseburg-West.
Ergänzungsjagdgruppe Merseburg
| 18 de julio de 1940 | – | 10 de agosto de 1940 | Merseburg-West |

I.(Jagd)/LG 2
| 10 de agosto de 1940 | – | 30 de septiembre de 1940 | Calais-Marck |

II./JG 52
| 30 de septiembre de 1940 | – | 15 de noviembre de 1940 | Peuplingues     |
| 15 de noviembre de 1940  | – | 22 de diciembre de 1940 | Mönchengladbach |
| 22 de diciembre de 1940  | – | 15 de enero de 1941     | Leeuwarden      |
| 15 de enero de 1941      | – | 10 de febrero de 1941   | Ypenburg        |
| 10 de febrero de 1941    | – | 21 de febrero de 1941   | Berck           |

I./JG 27
| 21 de febrero de 1941   | – | 3 de marzo de 1941      | Döberitz                                             |
| 3 de marzo de 1941      | – | 4 de abril de 1941      | Ghedi                                                |
| 4 de abril de 1941      | – | 11 de abril de 1941     | Graz-Thalerhof                                       |
| 11 de abril de 1941     | – | 14 de abril de 1941     | Zagreb                                               |
| 14 de abril de 1941     | – | 16 de abril de 1941     | Múnich-Riem                                          |
| 18 de abril de 1941     | – | 22 de abril de 1941     | Castel Benito cerca de Trípoli en el Norte de África |
| 22 de abril de 1941     | – | 7 de diciembre de 1941  | Ain el Gazala                                        |
| 7 de diciembre de 1941  | – | 12 de diciembre de 1941 | Tmimi                                                |
| 12 de diciembre de 1941 | – | 17 de diciembre de 1941 | Martuba                                              |
| 17 de diciembre de 1941 | – | 23 de diciembre de 1941 | Magrum                                               |
| 23 de diciembre de 1941 | – | 26 de diciembre de 1941 | Sirte                                                |
| 26 de diciembre de 1941 | – | 1 de enero de 1942      | Acro Philaenorum                                     |
| 1 de enero de 1942      | – | 22 de enero de 1942     | Agedabia                                             |
| 22 de enero de 1942     | – | 27 de enero de 1942     | El Agheila                                           |
| 27 de enero de 1942     | – | 1 de febrero de 1942    | Agedabia                                             |
| 1 de febrero de 1942    | – | 7 de febrero de 1942    | Benina                                               |
| 7 de febrero de 1942    | – | 22 de mayo de 1942      | Martuba                                              |
| 22 de mayo de 1942      | – | 14 de junio de 1942     | Tmimi                                                |
| 14 de junio de 1942     | – | 16 de junio de 1942     | Derna                                                |
| 16 de junio de 1942     | – | 22 de junio de 1942     | Ain el Gazala                                        |
| 22 de junio de 1942     | – | 25 de junio de 1942     | Gambut                                               |
| 25 de junio de 1942     | – | 27 de junio de 1942     | Sidi Barrani                                         |
| 27 de junio de 1942     | – | 2 de julio de 1942      | Bir el Astas                                         |
| 2 de julio de 1942      | – | 7 de julio de 1942      | Mumin Busak                                          |
| 7 de julio de 1942      | – | 20 de julio de 1942     | Turbiya                                              |
| 20 de julio de 1942     | – | 2 de octubre de 1942    | Quotaifiya                                           |

### Ausencias de su unidad
| 16 de enero de 1941     | – | 20 de febrero de 1941:  | A casa de vacaciones. |
| 18 de junio de 1941     | – | 25 de agosto de 1941:   | A casa de vacaciones. |
| 15 de octubre de 1941   | – | 3 de diciembre de 1941: | Sustitución de los Bf 109 E-7 trop por los Bf 109 F-4 trop en Munich-Riem y Erdingen. Se detuvo en Venecia, Albergo Stella d'Oro. |
| 26 de diciembre de 1941 | – | 6 de febrero de 1942:   | Estuvo en el hospital en Atenas e hizo una breve visita a su familia en Berlín. |
| 28 de febrero de 1942   | – | 24 de abril de 1942:    | De vacaciones en casa. Pasó dos semanas en el Luftwaffen-Hospital de Múnich a partir del 9 de marzo. Encuentro con Hanne-Lies. Una corta visita a Roma a su regreso de Berlín. Aquí le impusieron la Medalla Italiana de Plata al Valor (Medaglia d'Argento al Valor Militare), la Insignia de Piloto Italiana y la Insignia Germano-Italiana de la Campaña de África en Plata. |
| 19 de junio de 1942     | – | 21 de agosto de 1942:   | Vacaciones en casa. Una corta estancia en Roma al volver de Berlín. Le impusieron la Medalla Italiana de Oro al Valor (Medaglia d'Oro al Valor Militare). |